# الحرب الأهلية الأمريكية
الحرب الأهلية الأمريكية (بالإنجليزية: American Civil War) هي صراعات داخلية حدثت داخل الولايات المتحدة في الفترة من عام 1861 إلى 1865. واجه فيها الاتحاد (الولايات المتحدة) الانفصاليين في إحدى عشر ولاية جنوبية مجتمعة معا لتكون الولايات الكونفدرالية الأمريكية. وقد فاز الاتحاد بهذه الحرب التي ما زالت تعدّ الأكثر دموية في تاريخ الولايات المتحدة.
في يناير عام 1861، من بين 34 ولاية أمريكية أعلنت سبع ولايات للرقيق جنوبية انفصالها عن الولايات المتحدة وتشكيل الولايات الكونفدرالية. اندلعت الحرب في 12 أبريل 1861 عندما هاجم الانفصاليون حصون الولايات المتحدة، ومنها حصن سمتر في تشارلستون، بولاية كارولينا الجنوبية. وقد توسعت الكونفدرالية لتشمل إحدى عشرة ولاية إضافية. وطالبت بولايتين حدوديتين (كنتاكي وميزوري)، وأنضمت الأراضي الهندية والأجزاء الجنوبية من الأراضي الغربية لأريزونا ونيو مكسيكو واندرجت تحت الكونفدرالية لتصبح أريزونا الكونفدرالية. لم تعترف حكومة الولايات المتحدة دبلوماسيا بالكونفدرالية، كما أنه لم يعترف بها من قبل أي دولة أجنبية (على الرغم من اعتراف بعض الدول مثل بريطانيا وفرنسا بأنها قوة محاربة). الولايات التي بقيت موالية، تشمل الولايات الحدودية التي يكون فيها الرق قانونيا، وتعرف باسم الاتحاد أو الشمال. في ربيع 1865 انتهت الحرب باستسلام جميع الجيوش الكونفدرالية وحل الحكومة الكونفدرالية.
كان للحرب أصول في قضية حزبية للعبودية، وخصوصا تمدد العبودية إلى الأراضي الغربية. خلفت أربع سنوات من القتال العنيف إلى ما بين 620,000 إلى 750,000 من الجنود القتلى، والتي تعدّ أعلى من قتلى صفوف الجيش الأمريكي خلال الحربين العالميتين الأولى والثانية أجمع، ودمرت أجزاء كبيرة من البنى التحتية في الجنوب. وانهارت الكونفدرالية وتحرر 4 ملايين من العبيد (معظمهم من إعلان لينكولن لتحرير العبيد). تلى الحرب عصر إعادة الإعمار (1863-1877)، مع عملية استعادة الوحدة الوطنية، وتعزيز الحكومة الوطنية، ومنح الحقوق المدنية للعبيد المحررين في جميع أنحاء البلاد.

## تاريخ
أثناء انتخابات الرئاسة الأمريكية 1860، شن الحزب الجمهوري بقيادة الرئيس الأمريكي «أبراهام لينكولن» حملة ضد العبودية في جميع أراضي الولايات المتحدة المعروفة في ذلك الوقت. وهو ما تعدّه الولايات الجنوبية انتهاكا لحقوقها الدستورية، وجزء من خطة إلغاء الرق بشكل نهائي. حصل المرشحون الثلاثة المؤيدون للاتحاد على أغلبية ساحقة بلغت 82% ومن الأصوات المدلى بها على الصعيد الوطني: تركزت أصوات الحزب الجمهوري للينكولن في الشمال، وأصوات الحزب الديمقراطي لستيفين دوغلاس توزعت على الصعيد الوطني، وأصوات حزب الاتحاد الدستوري لجون بيل تركزت في تينيسي، كنتاكي، وفرجينيا. وحصل الحزب الجمهوري المهيمنة على الشمال بأغلبية الأصوات الانتخابية، واُنْتُخِب «لينكولن» دستوريا كأول رئيس جمهوري. ولكن قبل تنصيبه، أعلنت سبع ولايات للرقيق التي يعتمد اقتصادها على القطن الانفصال عن الاتحاد وتشكيل الكونفدرالية. وكانت لدى أول ستة ولايات منفصلة أعلى نسبة من العبيد في سكانها وتقدر 49%. لحل الانفصال قررت أول سبعة ولايات ذات مجلس تشريعي إلى ضم الأغلبية المنقسمة إلى الاتحاديان «دوغلاس» و«بيل»، وكان التصويت كالتالي: جورجيا 51%، لويزيانا 55%، ألاباما 46%، ميسيسيبي 40%، فلوريدا 38%، تكساس 25% وقدمت كارولينا الجنوبية تصويت المجمع الانتخابي بدون تصويت شعبي للرئيس. وتكساس هي الوحيدة التي عقدت استفتاء على الانفصال.
واصلت ولايات الرقيق الثمانية المتبقية رفضها لدعوات الانفصال. ورفض الرئيس الديموقراطي «جيمس بوكانان» المنتهية ولايته هذا الانفصال واعتبره غير قانوني. وفي 4 مارس 1861 أعلن «لينكولن» في خطابه الافتتاحي أن إدارته لن تبدأ حربا أهلية، وتحدث مباشرة إلى «الولايات الجنوبية،» ويؤكد من جديد قائلا:
بعد أن استولت القوات الكونفدرالية على عدة حصون فدرالية داخل أراضي انضمت إلى الكونفدرالية، فشلت الجهود الرامية إلى التسوية وأستعد كلا الجانبين للحرب. توقع الكونفدراليين أن الدول الأوروبية التي كانت تعتمد على «ملك القطن» أنها ستتدخل، ولكنها لم تفعل، ولم تعترف بالولايات الكونفدرالية الأمريكية الجديدة.
بدأ القتال في 12 أبريل 1861، عندما هاجمت القوات الكونفدرالية حصن سمتر. بينما كان الاتحاد يحقق انتصارات كبيرة ودائمة في المسرح الغربي، كانت المعركة في المسرح الشرقي غير محسومة وذلك بين عامي 1861-1862. في خريف 1862 فشلت الحملات الكونفدرالية في ماريلاند وكنتاكي، مما أثنى بريطانيا عن التدخل في شؤون البلاد الداخلية. وأصدر لنكولن إعلان تحرير العبيد، الذي جعل إنهاء العبودية هدفا للحرب. وفي الغرب بحلول صيف 1862، دمر جيش الاتحادي بحرية الكونفدرالية المتواجدة في النهر، وقد دمروا الكثير من جيوشهم الغربية، واستولوا على نيو اورليانز. في عام 1863 تم حصار فيكسبورج من قبل الاتحاديين مما أدى إلى تقسيم الكونفدرالية إلى قسمين على نهر المسيسيبي. وفي عام 1863، اجتاح الكونفدرالي «روبرت إدوارد لي» الشمال وانتهت في معركة جيتيسبيرغ. أدى النجاح المتتالي في الغرب إلى تولي «يوليسيس جرانت» قيادة جميع جيوش الاتحاد في عام 1864. أدى الحصار البحري على الموانئ الكونفدرالية بتنظيم الاتحاد للموارد والقوى البشرية لمهاجمة الكونفدراليين من كل اتجاه، مما أدى إلى سقوط أتلانتا بيد «ويليام شيرمان» ومسيرته إلى البحر. احتدمت المعارك الأخيرة الكبيرة حول حصار بطرسبرغ. في 9 أبريل 1865 انتهت محاولة هروب «روبرت لي» بتسليم نفسه في مبنى محكمة أبوماتوكس. وبما أن الحرب العسكرية اقتربت من نهايتها، ألا أن إعادة الإدماج السياسي للأمة استغرقت 12 سنة أخرى لعصر إعادة الإعمار.
تعدّ الحرب الأهلية الأمريكية من أوائل الحروب الصناعية الحقيقية. حيث استخدمت فيها بشكل مكثف السكك الحديدية، التلغراف، البواخر، وإنتاج الأسلحة الضخم. وقد ظهر أثر أستنفار المصانع المدنية، الألغام، أحواض بناء السفن، البنوك، وسائل النقل والإمدادات الغذائية في التحول الصناعي في الحرب العالمية الأولى. ولا تزال هذه الحرب الأعنف في التاريخ الأمريكي. حيث تشير التقديرات أن خلال الفترة من 1861 إلى 1865، لقي حوالي 620٬000 شخص حتفه، ولكن الدراسات الحديثة تقول أن 750٬000 من الجنود لقوا حتفهم بجانب عدد غير معروف من المدنيين. وتقول أحد التقديرات، أن هذه الحرب قد أزهقت بحياة 10% من الذكور الشماليين التي تتراوح أعمارهم ما بين 20-45 سنة، و30% من الذكور الجنوبيين البيض الذين تتراوح أعمارهم ما بين 18-40 سنة.

## أسباب الانفصال
أسباب الحرب الأهلية معقدة ومثيرة للجدل منذ بدء الحرب. كتب «جيمس تشابين برادفورد» أن هذه المسألة قد ازداد تعقيدا من قبل مراجعين تاريخيين حاولوا تقديم مجموعة متنوعة من الأسباب للحرب. وكان الرق هو المصدر الرئيسي للتوتر السياسي المتصاعد في خمسينيات القرن 19. وكان الحزب الجمهوري مصمما على منع أي انتشار للرق، وقد هدد عدد من قادة الجنوبيين بالانفصال إذا فاز المرشح الجمهوري «لينكولن» في انتخابات 1860. بعد فوز «لينكولن» بدون موالاة من أي ولاية جنوبية، شعر الكثير من الجنوبيين البيض أن الانشقاق هو الخيار الوحيد، لأنهم يعتقدون أنه ليس لديهم أي ممثل في الدولة، مما يعرقل قدرتهم على تعزيز الأعمال المؤيدة للرق والسياسات.

### الأسباب الجذرية

وضع الولايات، 1861.
الولايات التي انفصلت قبل 15 أبريل 1861
الولايات التي انفصلت بعد 15 أبريل 1861
ولايات الاتحاد التي سمحت بالعبودية
ولايات الاتحاد التي ألغت العبودية
أقاليم

#### الرق
يعتقد كل من الممثلين المعاصرين وقيادات الاتحاد والكونفدرالية وكذلك الجنود المتحاربين من الجانبين أن الرق هو السبب في الحرب الأهلية. ويعتقد رجال الاتحاد أن الهدف الرئيسي من الحرب هو تحرير العبيد. وكان قتال الكونفدراليين في الحرب من أجل حماية المجتمع الجنوبي، والعبودية جزء لا يتجزأ منه. ومن منظور مكافحة الرق، فإن المسألة تتعلق بدرجة أساسية حول ما إذا كان نظام العبودية شرا عفا عليه الزمن وهذا لا يتفق مع المذهب الجمهوري في الولايات المتحدة. وكانت إستراتيجية قوات مكافحة الرق هي الاحتواء - لوقف التوسع، وبالتالي وضع الرق على طريق التلاشي. استنكر تجار العبيد في الجنوب هذه الاستراتيجية التي تنتهك حقوقهم الدستورية. ويعتقد الجنوبيون البيض أن تحرير العبيد من شأنه أن يدمر اقتصاد الجنوب، بسبب رأس المال الكبير المستثمر في العبيد وكذلك المخاوف من جمع السكان مع السود من العبيد السابقين.
كان الرق غير شرعي في الشمال، بعد أن تم حظره في أواخر القرن 18 وأوائل القرن 19. كما أنه بدأ بالتلاشى في الولايات الحدودية وفي المدن الجنوبية، ولكنه يتوسع في مناطق القطن ذات الربح العالي في الجنوب والجنوب الغربي. تناول كتاب لاحقون عدة عوامل في الحرب الأهلية الأمريكية تفسر الانقسام الجغرافي، تشمل الانعزالية، الحمائية، وحقوق الولاية.

#### الانعزالية
يشير مبدأ الانعزالية إلى اختلاف الاقتصاد، الهيكل الاجتماعي، الجمارك، والقيم السياسية للشمال والجنوب. وزادت بشكل مطرد بين عامي 1800 و 1860، ففي الشمال التي تكافح الرق، تعدّ أكثر صناعة، وتحضرا، وبناء للمزارع المزدهرة، في حين أن الجنوب يتركز على الزراعة التي تعتمد على الرقيق، بجانب زراعة الكفاف للفقراء الأحرار. في أربعينات وخمسينات القرن 19، قسمت مسألة قبول الرق (في ظرف رفض الأساقفة والمبشرين الذين يملكون العبيد) الطوائف الدينية الكبرى في البلاد (الكنائس الميثودية والمعمدانية المشيخية) إلى طوائف شمالية وجنوبية.
ناقش المؤرخون ما إذا كانت الاختلافات الاقتصادية بين الشمال الشرقي الصناعي والجنوب الزراعي أنها قد ساعدت في نشوب الحرب. يختلف معظم المؤرخين الآن مع الحتمية الاقتصادية للمؤرخ تشارلز أوستن بيرد في عشرينات القرن 19 وتؤكد أن اقتصاد الشمال
والجنوب كانت مكملة إلى حد كبير. في حين أنهم استفادوا من الاختلاف الاجتماعي للأقسام الاقتصادية.

#### الحماية الجمركية

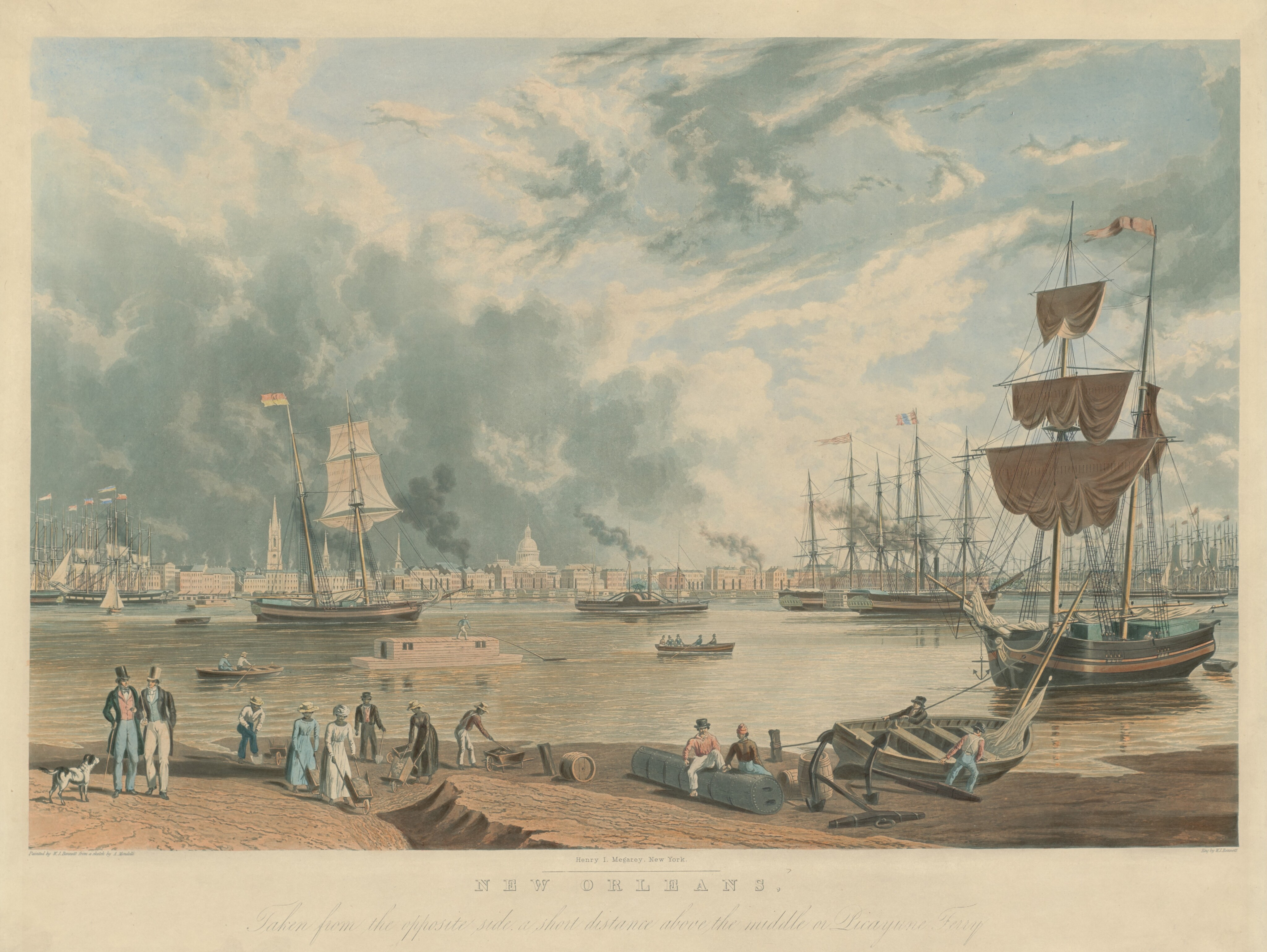
نيو أورلينز، أكبر ميناء لتصدير القطن لمصانع النسيج في نيو انغلاند وبريطانيا العظمى، شحن بضائع وادي نهر الميسيسيبي من الشمال، الجنوب والولايات الحدودية.

تاريخيا، تمتلك الولايات الجنوبية العبيد، بسبب التكلفة الرخيصة للأعمال اليدوية، ولم تكن هناك حاجة تذكر إلى استخدام الماكينات، وتأييدها لحق بيع القطن وشراء السلع المصنعة من أي دولة. أما الولايات الشمالية، فهي تستثمر بكثافة في الصناعة الناشئة، التي لا يمكنها منافسة الصناعات الأوروبية في تقديم أسعار عالية للقطن المستورد من الجنوب وعوائد منخفضة للصادرات المصنعة. وهكذا، دعمت المصالح الصناعية الشمالية التعريفات والحمائية بينما يطالب المزارعون الجنوبيون التجارة الحرة.
كتبت قوانين التعرفات الجمركية من ثلاثينات وحتى خمسينات القرن 19، من قبل الديموقراطيين في الكونغرس، الذين يسيطر عليهم الجنوبيون وأبقوا على خفض المعدلات بحيث كانت معدلات عام 1857 هي الأدنى منذ عام 1816. وقد اشتكى اليمينيّون والجمهوريون من ذلك لأنهم يفضلون التعرفة العالية لتحفيز النمو الصناعي، وطالب الجمهوريون في زيادة التعرفات خلال انتخابات 1860. ولم تسن هذه الزيادات إلا في عام 1861 بعد استقالة الجنوبيين من مقاعدهم في الكونغرس. وكان يستشهد في مسألة التعرفة الجمركية أحيانا -بعد الحرب بوقت طويل- بواسطة مؤرخي القضية الخاسرة ومدافعي الكونفيدرالية الجديدة. في 1860-1861 لم تقترح أي مجموعة عن حلول وسطية لرفع الانفصال المثير لمسألة التعرفة الجمركية. نادرا ما يذكر مُوزِّعي النشرات الشماليين والجنوبيين عن التعرفة، وعندما يفعل بعضهم على كماثيو فونتين موري وجون لوثروب موتلي، فقد كانوا يكتبون عادة للجمهور الأجنبي.

#### حقوق الولايات
كان هدف الجنوب إن لكل ولاية الحق في الانفصال وترك الاتحاد في أي وقت، وأن الدستور كان «معاهدة» أو اتفاقا بين الولايات. وقد رفض الشماليون (بمن فيهم الرئيس بوكانان) هذه الفكرة خلافا لإرادة المؤسسين الأوائل الذين قالوا إنهم ينشئون اتحادا دائما. كتب المؤرخ جيمس ماكفرسون عن حقوق الولايات وغيرها من التفسيرات الغير عبودية:

### الأزمة الإقليمية
بين عامي 1803 و 1854، حققت الولايات المتحدة توسعا كبيرا في الأراضي من خلال الشراء، التفاوض، والغزو. وفي البداية، شكلت الولايات الجديدة هذه الأراضي التي دخلت الاتحاد ووزعت بالتساوي بين ولايات الرقيق والأحرار. وكانت على أراضي غرب الميسيسيبي التي تصطدم مع القوات المناهضة للعبودية.
في عام 1848 عندما تم غزو شمال المكسيك غربا إلى كاليفورنيا، بدأت مصالح تجار العبيد تتطلع إلى التوسع في تلك الأراضي وربما إلى كوبا وأمريكا الوسطى أيضا. وتسعى مصالح «التربة الحرة» الشمالية بقوة إلى الحد من أي توسع لإراضي الرقيق. أدت تسوية عام 1850 لولاية كاليفورنيا إلى ولاية حرة متزنة مع قوانين قوية لهروب الرقيق من أجل تسوية سياسية بعد صراع دام أربع سنوات خلال أربعينيات القرن 19. ولكن الولايات التي اعترفت بكاليفورنيا كانت كلها حرة وهي: مينيسوتا (1858)، أوريغون (1859) وكانساس (1861). وفي الولايات الجنوبية أصبحت مسألة التوسع الإقليمي للرق غربا موضع نزاع مرة أخرى. أصبحت النتيجة واحد لكل من الجنوب والشمال: «القدرة على اتخاذ قرار مسألة الرق للأراضي هي القدرة على تحديد مستقبل الرق نفسه».
بحلول عام 1860، ظهرت أربعة مذاهب لتجيب على مسألة السيطرة الفيدرالية في الأراضي، وجميعها تدعي أنها مصدقة من قبل الدستور، ضمنا أو صراحة. أول هذه النظريات «المحافظة» يمثلها حزب الاتحاد الدستوري، الجدال في تسوية ميسوري تقسيم الإقليم الشمالي من أجل التربة الحرة والجنوب من أجل الرق ينبغي أن تصبح ولاية دستورية. وكانت تسوية كريتندن لعام 1860 تعبيرا عن هذا الرأي.
المذهب الثاني برئاسة الكونغرس، يقودها «أبراهام لينكولن» والحزب الجمهوري، وهي تصر أن الدستور لم يربط المشرعين بسياسة التوازن - بالمكان استبعادها العبودية في إقليم كما حصل في مرسوم الشمالي الغربي لعام 1787 وفقا لتقدير الكونغرس، وبالتالي بامكان الكونغرس تقييد عبودية الإنسان، لكن لم تؤسسها. وقد أعلن ويلموت بروفيسو هذا الموقف في عام 1846.
أعلن السناتور «ستيفن دوجلاس» مذهب السيادة أو «الشعبية» الإقليمية -التي تؤكد أن للمستوطنين في الإقليم نفس الحقوق كما تنص على ذلك الولايات في الاتحاد أو إبطال العبودية باعتباره مسألة محلية بحتة. وقد سن قانون كنساس - نبراسكا لعام 1854 هذا المذهب. وفي إقليم كانساس، اندلعت سنوات من العنف والصراع السياسي المؤيدة والمكافحة للرق؛ وقد صوت مجلس النواب بالكونجرس للاعتراف بكانساس كولاية حرة في بداية عام 1860، ولكن اقرارها تأخر في مجلس الشيوخ حتى يناير 1861، بعد انتخابات 1860 عندما بدأ أعضاء مجلس الشيوخ في الجنوب المغادرة.
والمذهب الرابع قد أيد من قبل السيناتور الميسيسيبي «جيفرسون ديفيس»، وتعدّ واحدة من سلطة الولاية («حقوق الولايات»)، ومعروف أيضا باسم «مذهب كالهون»، سميت باسم المنظر السياسي في جنوب كارولينا ورجل الدولة «جون كالهون». رافضا الحجج المقدمة للسلطة الاتحادية أو الحكم الذاتي، فإن سيادة الدولة ستمكن الدول من تعزيز التوسع في العبودية كجزء من الاتحاد الفيدرالي بموجب دستور الولايات المتحدة. «حقوق الولايات» هي أيديولوجية وضعت وطبقت كوسيلة للنهوض بمصالح ولاية الرقيق من خلال السلطة الفيدرالية. وكما يشير المؤرخ «توماس كراناويتر»، «ان الطلب الجنوبي على حماية الرقيق الفيدرالي يمثل طلبا للتوسع غير المسبوق في السلطة الفدرالية». هذه المذاهب الأربعة تتألف من أيديولوجيات رئيسية مقدمة إلى الجمهور الأمريكي حول مسائل الرق، والأقاليم والدستور الأمريكي قبل الانتخابات الرئاسية لعام 1860.

### الانتخابات الوطنية
إن التعايش بين امتلاك الرقيق في الجنوب والعداء المتزايد للرقيق في الشمال جعل الصراع محتملا، إن لم يكن حتميا. لم يضع لينكولن قوانينَ اتحاديةً ضد العبودية، حيث أنها كانت موجودة بالفعل، لكنه في تقريره عام 1858، أعرب عن رغبته في «منعها من الانتشار، ووضعها في ذهن الجمهور، على اعتبار أنها ستنقرض».ركزت المعركة السياسية في الخمسينات على انتشار الرق في الأقاليم التي أنشئت حديثا. جميع الأقاليم التي انضمت أصبحت حرة، مما أدى إلى زيادة اتجاه الجنوب نحو الانفصال. حيث يرى كل من الشمال والجنوب معا أن الرق سينتهى إن لم يتوسع.
تخشى ولايات الجنوب من فقدان سيطرة الحكومة الفدرالية على قوات مكافحة العبودية، بينما تستاء الولايات الشمالية من تأثير سلطة الرقيق على الحكومة، مما جلب هذه الأزمة إلى ذروتها في أواخر الخمسينيات. انقسمت الاختلافات حول مدى أخلاقية نظام العبودية في نطاق الديمقراطية والمزايا الاقتصادية للعمالة الحرة مقابل ازدياد العبيد مما تسبب في انهيار الحزب اليميني وحزب من «لا يعرفون شيئا»، وقيام أحزاب جديدة (الحزب الحر في عام 1848، والجمهوريون في عام 1854، والاتحاد الدستوري في عام 1860). في عام 1860، انقسم الحزب الديمقراطي، آخر حزب سياسي وطني.
كان كل من الشمال والجنوب قد تأثرا بأفكار توماس جيفرسون. أكد الجنوبيون على أفكار حقوق الولايات، المذكورة في قرارات جيفرسون في ولاية كنتاكي. أما الشماليون فهم بين مؤيد إلغاء العبودية وليام لويد جاريسون، والزعيم الجمهوري المعتدل أبراهام لينكولن  والذي أكد على إعلان جيفرسون بأن جميع الناس خلقوا متساوون. وأشار لينكولن لذلك في خطابه بجيتيسبرغ.
قال ألكسندر ستيفينز نائب الرئيس الكونفدرالي أن الرق كان السبب الرئيسي للانفصال، وذلك في التقرير الذي ألقاه قبل الحرب بفترة قصيرة. أما بعد هزيمة الكونفدرالية، أصبح ستيفنس واحدا من أكثر المدافعين المتحمسين عن القضية الخاسرة.كان هناك تناقض صارخ بين تأكيد ستيفنز على حقوق الولايات خلال فترة ما بعد الحرب، والتي أكد فيها على أن الرق لم يكن السبب في الانفصال، وبين الخطاب الذي ألقاه قبل الحرب. كما تحول الرئيس جيفرسون ديفيس أيضا من القول بأن الرق كان السبب في الحرب، إلى القول بأن حقوق الولايات كانت هي السبب. بينما غالبا ما يحتج الجنوبيون بحقوق الولايات للدفاع عن الرق، وأحيانا يتم عكس الأدوار، كما هو الحال عندما طالب الجنوبيون بقوانين وطنية للدفاع عن مصالحهم مع قاعدة التحكم وقانون العبيد اللاجئين لعام 1850. بينما كان الشماليون هم الذين يريدون الدفاع عن حقوق ولاياتهم.
تضمنت أغلب الأزمات الإقليمية مشكلة العبودية، بدءا من المناقشات حول تسوية الثلاثة أخماس، قضية تجارة الرقيق الأفريقي لمدة عشرين عاما في المؤتمر الدستوري لعام 1787. كان هناك جدل حول ضم ميزوري ولاية العبيد للاتحاد مما أدى إلى اتفاق ميزوري عام 1820، وكذلك أزمة إلغاء التعريفة عام 1828 (على الرغم من أن التعريفات الجمركية كانت منخفضة بعد عام 1846، لكن حتى قضية التعريفة تتعلق بالرق)، وقاعدة التحكم التي حالت دون مناقشة الكونغرس بشأن التماسات إنهاء الرق 1835-1844، واعتبار تكساس ولاية للعبيد في عام 1845، وكذلك فكرة القدر المحتوم والتي دار حولها جدال لإنشاء ولايات جديدة بحجة العبودية بعد الحرب المكسيكية الأمريكية (1846-1848)، مما أدى إلى تسوية عام 1850.كان شرط ويلموت محاولة من جانب ساسة الشمال لاستبعاد الرق من المناطق التي احتلتها المكسيك. كما زادت الرواية الشعبية المعارضة للعبودية «كوخ العم توم « (1852) لهاريت بيتشير ستو من معارضة الشماليين لقانون العبيد اللاجئين من 1850.
أما بيان أوستند عام 1854 كان محاولة جنوبية فاشلة لضم كوبا لولايات الرقيق. وقد انهار نظام الحزب الثاني بعد انتهاء قانون كانساس نبراسكا عام 1854، الذي حل محل تسوية ميسوري لإلغاء العبودية بالسيادة الشعبية، وسمح لكل إقليم بالتصويت لصالح أو ضد العبودية. أما الجدال الدائم حول ولايات العبيد بإقليم كانساس اشتمل على عمليات تزوير مكثفة يقوم بها مؤيدو العبودية في ميزوري. أدى تزوير الأصوات لمحاولة الرؤساء المؤيدين للجنوب فرانكلين بيرس وجيمس بيوكانان (بما في ذلك دعم دستور ليكومبتون المؤيد للعبودية) قبول ولاية كانساس كولاية للرقيق. اندلعت أعمال العنف في ولايات العبيد في كانساس مع حرب واكاروسا،  وإقالة لورانس،  وهزيمة الجمهوري تشارلز سومنر من الجنوبى بريستون بروكس، ومجزرة بوتاواتومي، ‏ ومعركة بلاك جاك، ومعركة اوساواتومى، ومجزرة ماريهس ديس سينس. في قرار المحكمة العليا لدريد سكوت عام 1857، سمح بالرق حتى في الولايات التي تعارض غالبيتها الرق، بما في ذلك ولاية كانساس. شملت مباحثات لينكولن ودوغلاس عام 1858، مبادئ فريبورت للزعيم الشمالى الديمقراطي ستيفن دوغلاس. هذه المبادئ كانت حجة لإحباط قرار دريد سكوت الذي تسبب هو وإحباط دوغلاس لدستور ليكومبتون، في انقسام الحزب الديمقراطي بين الشمال والجنوب. كان الهجوم الذي شنه جون براون الشمالى المؤيد لإلغاء الرقيق على مخزن الأسلحة بمدينة هاربرس فيرى محاولة لتحريض الرقيق على العصيان في عام 1859. انقسام الحزب الديمقراطي بين الشمال والجنوب في عام 1860 كان ؟؟؟؟؟ بسبب طلب الجنوب وضع قوانين للرقيق في الأقاليم لانتهاء استقطاب الأمة بين الشمال والجنوب.
بالإضافة إلى عوامل أخرى منها الإقليمية (والتي نتجت عن النمو السريع للعبودية في أدنى الجنوب في حين انتشارها تدريجيا في الولايات الشمالية)، وكذلك الفوارق الاقتصادية بين الشمال والجنوب، على الرغم من أن معظم المؤرخين المعاصرين يختلفون مع الحتمية الاقتصادية القصوى للمؤرخ تشارلز بيرد، ويقولون أن الاقتصاد كان متكامل جدا بين الشمال والجنوب. أدى استقطاب الرق إلى انقسام أكبر الطوائف الدينية (الميثودية، المعمدان والكنائس المشيخية)، كما ثار جدل حول وحشية معاملة الرق (الجلد والتشويه، وتفكك الأسر). أدى استقرار سبعة من أصل ثمانية من المهاجرين في الشمال، وكذلك مغادرة الكثير من البيض في الجنوب إلى الشمال والعكس، قد أدى إلى السلوك السياسى الدفاعى العدوانى للجنوب.
وكان انتخاب لينكولن في عام 1860 بمثابة العامل النهائي الذي أشعل نار الانفصال. وقد باءت الجهود الرامية للتوصل إلى تسوية بالفشل، بما في ذلك «تعديل كوروين» و«تسوية كريتندن».
أما زعماء دول الجنوب يخشون من قضاء لينكولن على العبودية.حيث أن ولايات الرقيق، والتي سبق لها أن أصبحت أقلية في مجلس النواب، تسعى لتصبح في المستقبل أقلية دائمة في مجلس الشيوخ وكذلك هيئة انتخابية ضد القوة الشمالية المتزايدة.

### العدل

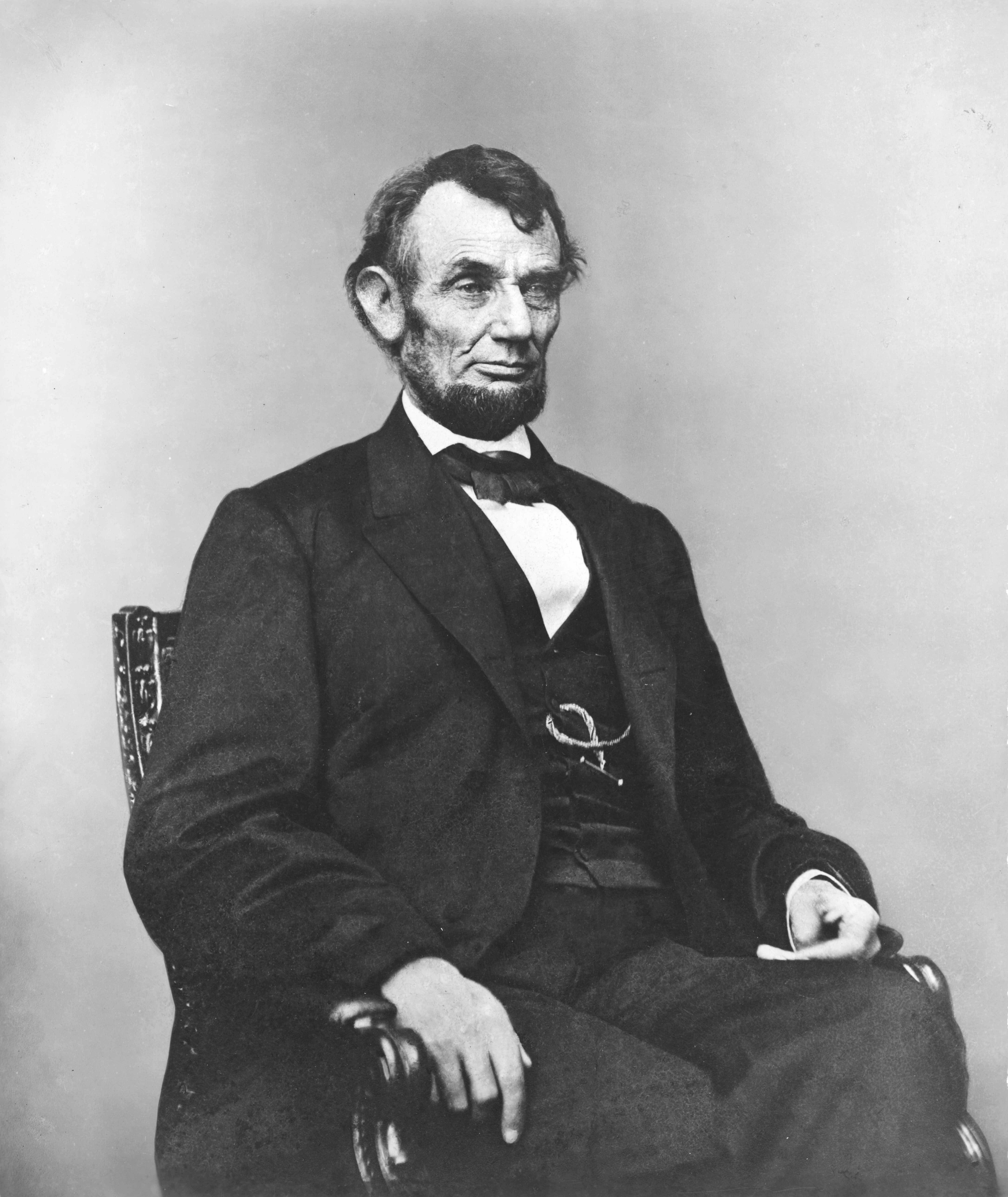
أبراهام لينكولن، الرئيس السادس عشر للولايات المتحدة (1861-1865)

ارتبط الانفصال ارتبطا قويا بعدد المستعمرات في المنطقة؛ حيث أن ولايات أقصى الجنوب التي بها أكبر تركيز للمستعمرات كانت أولى الولايات انفصالا. أما ولايات أعلى الجنوب وهي فرجينيا، كارولينا الشمالية، أركنساس، تينيسي، كان بها أقل عدد من المستعمرات ورفضت الانفصال حتى أجبرت على اختيار أحد الجانبين أثناء أزمة فورت سمتر. أما الولايات التي تقع على الحدود عدد المستعمرات بها أقل وترفض الانفصال نهائيا. في عام 1850، كانت النسبة المئوية للبيض الذين يعيشون في الجنوب في أسر لديها عبيد كان 43 في المئة في أقصى الجنوب، و36 في المئة في أعلى الجنوب، و22 في المئة في الولايات الحدودية التي حاربت من أجل الاتحاد. أما 85 في المئة من الذين يملكون 100 أو أكثر من العبيد يعيشون في أقصى الجنوب، مقابل واحد في المئة في الولايات الحدودية. يعيش خمسة وتسعون في المئة من السود في الجنوب، الذي يضم ثلث السكان هناك في مقابل واحد في المئة من السكان في الشمال. وبالتالي كانت المخاوف من التحرر في نهاية المطاف أكبر بكثير في الجنوب منها في الشمال.
كان قرار المحكمة العليا "دريد سكوت ضد ساندفورد" عام 1857، إضافة إلى الجدل. أما رئيس العدل روجر بى تاني قال أن العبيد ينتمون للطبقة الدنيا وليس لديهم حقوق الرجل الأبيض التي من المحتم أن تحترم ". نقض تاني تسوية ميزوري، والتي حظرت العبودية في الولايات التي تقع شمال دائرة العرض 36 ° 30 '. قال أن "قانون الكونغرس الذي يحظر على المواطنين امتلاك [أشخاص مستعبدين] في أراضي الولايات المتحدة التي تقع شمال الخط ليس له ما يبرره من الدستور وبالتالي فهو باطل." أثنى الديمقراطيون على قرار دريد سكوت، بينما وصفه الجمهوريون بأنه "تحريف متعمد" للدستور. كانوا يحتجون بأنه إذا لم يتمكن سكوت قانونيا من رفع دعوى، فلا يحق للمحكمة العليا اعتبار تسوية ميزوري دستورية. حذر لينكولن من أن "القرار المقبل لدريد سكوت" يمكن أن يهدد الولايات الشمالية بالعبودية.
قال ابراهام لينكولن "إن مسألة الرق هي المسألة الأكثر أهمية، حيث أنها المسألة الوطنية الأكثر انتشارا في الوقت الراهن." ارتبطت قضية الرق بالمنافسة بين القطاعات من أجل السيطرة على الأقاليم، وكذلك طلب الجنوب وضع قانون لأراضي الرقيق كان القضية التي يستخدمها ساسة الجنوب لانقسام الحزب الديمقراطي بين الجبهتين، والذي يضمن انتخاب لينكولن والانفصال. أثناء قضية الانفصال، قال مزارع كارولينا الجنوبية السيناتور جون تاونسند أن "اعدائنا على وشك الاستيلاء على الحكومة، وينوون أن يحكمونا وفقا لأهواء نظرياتهم المتعصبة، وفقا للأهداف المعلنة لإلغاء الرق. كما أن هناك آراء أخرى مماثلة في جميع أنحاء الجنوب في الصحف، والخطب السياسية وتصريحات الانفصال. على الرغم من أن لينكولن ليس لديه خطط لتحريم الرق، إلا أن الجنوبيين في جميع أنحاء الجنوب أعربوا عن مخاوفهم على مستقبل العبودية.
ليست الخسائر الاقتصادية فحسب هي التي تقلق الجنوبيين، بل أيضا مخاوف من المساواة العرقية. أشار إعلان ولاية تكساس عن أسباب الانفصال إلى أن الولايات التي لا يوجد بها رقيق كانت تنادى «بالمبادئ التي لا تحترم المساواة بين جميع البشر بغض النظر عن العرق أو اللون»، وتنظر للعرق الأفريقي بأنه «عرق عالة من الطبقة الدنيا». وقد حذر إى. إس. دارجان مؤيد الانفصال من ألاباما، من أنه في حالة تحرير العبيد وبقائهم في الجنوب، لا يمكن للبيض والسود الأحرار أن يعيشوا معا، وأضاف «نحن بأنفسنا سنصبح الجلادين لعبيدنا». فسياسة أعدائنا الشماليين تدفعنا إلى هذا الحد؛ وبالتالي فإن الوضع لن يقتصر على الفقر، إنما يصل لما هو أسوأ من ذلك، قد يصل لارتكاب الجرائم.
في بداية ثلاثينات القرن التاسع عشر، رفض مدير عام البريد بالولايات المتحدة السماح بوصول البريد الذي يحمل المنشورات إلى الجنوب. وكان من يشتبه في أنه من مؤيدى إلغاء العبودية من معلمى الشمال يطرد من الجنوب، كما منع تدريس الأدب. رفض الجنوبيون نفي الجمهوريين أنهم كانوا من مؤيدى إلغاء العبودية.
شعر الشماليون بالتهديد، وقال اريك فونر «ينظر الشماليون للعبودية باعتبارها نقيضا للمجتمع الصالح، وكذلك تهديدا لقيمهم الأساسية ومصالحهم الخاصة.»
خلال خمسينات القرن التاسع عشر، غادر العبيد الولايات الحدودية عن طريق البيع أو العتق والهرب، يوجد بالولايات الحدودية سودا أحرارا وكذلك مهاجرون من أوروبا أكثر من الجنوب الأقصى مما زاد من مخاوف الجنوب من أن العبودية أوشكت على الانتها سريعا من هذه المنطقة. حثت هذه المخاوف الجنوب على زيادة الجهود لجعل ولاية كانساس ولاية عبيد. بحلول 1860، تراجع عدد العائلات البيضاء التي تملك عبيدا في الولايات الحدودية إلى 16 بالمئة.أما العبيد الذين بيعوا لولايات الجنوب الأقصى، بيعوا لعدد صغير من مالكي العبيد الأثرياء نظرا لارتفاع سعر العبيد.
رغم موافقة لينكولن على تعديل كوروين، الذي يحمى وجود العبيد في الولايات الموجود بها، ادعى الانفصاليون أن مثل هذه الضمانات لا معنى لها. بالإضافة إلى خسارة كنساس للشماليين، يخشى الانفصاليون من أن تناقص العبيد في الدول الحدودية من شأنه أن يؤدي إلى التحرر، ويعقبها سقوط دول أعلى الجنوب. انهم يخشون من أن يستخدم الجمهوريون عمالة لتحريض العبيد ومعارضى العبودية من البيض في الجنوب مثل هينتون روان هلبر.عند إذن تصبح العبودية في أقصى الجنوب مثل «عقرب محاط بدائرة من نار، قد يلدغ نفسه حتى الموت». وذكر عدد قليل من الانفصاليين أنه فيما عدا قضية الرسوم الجمركية والعبودية، كانت المشكلات نادرة. من بين الأسباب الأخرى، أن العبودية تمثل أموالا أكثر بكثير من الرسوم الجمركية. ومع ذلك، يرى قليل من خبراء الاقتصاد المؤيدون لمبادئ الحرية أن مسألة الرسوم الجمركية هي الأهم.
هناك أسباب أخرى للانفصال غير إلغاء العبيد، ولكنها لا تقارن بقضية الرسوم الجمركية أو حقوق الولايات.

## مراحل الانفصال

خريطة وضعت الولايات المتحدة، سنة 1861.
الولايات التي إنفصلت قبل 15 أبريل 1861
الولايات التي انفصلت بعد 15 أبريل 1861
ولايات الاتحاد التي سمحت بالعبودية
ولايات الاتحاد التي ألغت العبودية
أقاليم

حالة الولايات سنة 1861.

الولايات وحدودها الإقليمة، 1864-5.

### انفصال ولاية كارولينا الجنوبية
قامت ولاية كارولينا الجنوبية بالمزيد من الجهود من أجل الانفصال أكثر من أي ولاية جنوبية أخرى. في 24 ديسمبر 1860، اعتمدت ولاية كارولينا الجنوبية «إعلان الأسباب المباشرة لانفصال ولاية كارولينا الجنوبية من الاتحاد الفيدرالي». والذي يدافع عن حقوق مالكي العبيد في الجنوب، ولكنه يتضمن شكوى حول حقوق الولايات في الشمال في شكل معارضة لقانون العبيد اللاجئين، مدعيا أن الولايات الشمالية لم توف بالتزاماتها الفيدرالية التي أوجبها الدستور. كانت جميع الانتهاكات المزعومة لحقوق الولايات الجنوبية مرتبطة بالعبودية.

### انفصال الشتاء
قبل تولى لنكولن لمنصبه، كانت سبع ولايات قد أعلنت انفصالها عن الاتحاد. وفي 4 فبراير 1861، تم إنشاء حكومة جنوبية للولايات الكونفدرالية الأمريكية. سيطرت على الحصون الاتحادية وغيرها من الممتلكات داخل حدودها مع مقاومة قليلة من الرئيس المنتهية ولايته جيمس بوكانان، الذي انتهت ولايته يوم 4 مارس 1861. وقال بوكانان أن قرار دريد سكوت كان دليلا على أن الجنوب ليس لديهم سبب للانفصال، وأن الاتحاد «كان يراد منه أن يبقى للأبد»، ولكن «استخدام قوة السلاح لإجبار ولاية ما على البقاء في الاتحاد» ليس من بين «الصلاحيات الممنوحة للكونغرس». استسلم ربع الجيش الاميركي -حامية تكساس كلها- لقوات الولاية بقيادة القائد العام ديفيد إى. تويجز، والذي انضم حينها إلى الكونفيدرالية.
استقال الجنوبيون من مقاعدهم في مجلس الشيوخ ومجلس النواب، وعلى ذلك تمكن الجمهوريون في وقت لاحق من تمرير مشاريع قوانين للمشاريع التي رفضها مجلس الشيوخ الجنوبيون قبل الحرب، بما في ذلك تعريفة موريل، وكليات لاند جراند (قانون موريل)، وقانون المنازل، والسكك الحديدية عابرة القارات (قانون خط سكك حديد المحيط الهادى)، وقانون المصارف الوطنية وسلطة الأوراق النقدية للولايات المتحدة بموجب قانون العملات النقدية 1862. كما وظف قانون الإيرادات لعام 1861 ضريبة الدخل للمساعدة في تمويل الحرب.

### الكونفدرالية
بحلول شباط / فبراير 1861، أعلنت سبع ولايات من ولايات القطن بأقصى الجنوب انفصالها بدءا من ولاية كارولينا الجنوبية، ميسيسبي، فلوريدا، ألاباما، جورجيا، ولاية لويزيانا، تكساس. شكلت هذه الدول السبع الولايات الكونفدرالية الأمريكية (في فبراير، 1861)، مع تنصيب جيفرسون ديفيس رئيسا للبلاد، وتشكيل هيكل حكومي على غرار دستور الولايات المتحدة. دعا الرئيس لينكولن لتكوين جيش من المتطوعين من كل ولاية في أعقاب الهجوم على قاعدة فورت سمتر. وفي غضون شهرين، أعلنت أربعة ولايات جنوبية من الرقيق انفصالهم وانضمامهم إلى الكونفيدرالية هم: ولاية فرجينيا، ولاية اركنسو، ولاية كارولينا الشمالية، وتنيسي. في وقت لاحق انفصل الجزء الشمالي الغربي من ولاية فرجينيا عن الولاية نفسها، وانضمت إلى الاتحاد كولاية جديدة في غرب فيرجينيا في 20 يونيو 1863. بحلول نهاية عام 1861، انفصلت ولايتى ميزوري وكنتاكي وانقسمت كل منهما إلى حكومة موالية للجنوب وحكومة موالية للشمال.

### ولايات الاتحاد
ظلت ثلاث وعشرون ولاية على ولائها للاتحاد، هم: كاليفورنيا، كونكتيكت، ديلاوير، إلينوي، إنديانا، آيو، كانساس، كنتاكي، ميريلاند، ماساتشوستس، ميتشيغان، مينيسوتا، ميزوري، نيوهامبشير، نيوجيرسي، نيويورك، أوهايو، أوريغون، ولاية بنسلفانيا، ولاية رود آيلاند، فيرمونت، ويسكونسن. خلال الحرب، وانضمت ولاية نيفادا، وفيرجينيا الغربية ولايات جديدة للاتحاد. كما عادت ولايتى تينيسي ولويزيانا للسيطرة العسكرية للاتحاد في بداية الحرب.
كما حاربت الولايات التالية إلى جانب الاتحاد: كولورادو، داكوتا، نبراسكا، نيفادا، نيو مكسيكو، يوتا، واشنطن. ساند الكونفدرالية العديد من قبائل مالكى العبيد، كما قامت حربا أهلية دموية صغيرة في إقليم انديان (أوكلاهوما حاليا).

### الدول الحدودية
الولايات الحدودية التي تنتمى للاتحاد هي: فيرجينيا الغربية (التي انفصلت عن ولاية فرجينيا، وأصبحت ولايه جديدة)، وأربع من الخمس ولايات الشمالية للعبيد هي (ماريلاند، ديلاوير، ميزوري، كنتاكي).
كان لإقليم ولاية مايريلاند العديد من الموالين الرسميين للفيدرالية الذين قاموا بأعمال الشغب ضد الاتحاد في بالتيمور وحرق الجسور. ردا على ذلك، أعلن لينكولن الأحكام العرفية، ودعا القوات. فهرعت وحدات الميليشيا التي كانت تقوم بأعمال التنقيب في الشمال نحو واشنطن وبالتيمور. قبل أن تدرك الحكومة الكونفدرالية ما يحدث، كان لينكولن قد أحكم السيطرة على ولاية ماريلاند (والمنطقة المنفصلة من كولومبيا)، وذلك باعتقال جميع أعضاء حكومة ولاية ماريلاند واحتجازهم دون محاكمة.
وصوتت ولاية ميزوري على البقاء ضمن الاتحاد. عندما دعا الحاكم الكونفدرالي كليبورن إف. جاكسون قوات الميليشيا، تعرض لهجوم من القوات الفيدرالية بقيادة الجنرال ناثانيل ليون. بعد أحداث كامب جاكسون، طارد ليون الحاكم وبقية حراس الولاية إلى الركن الجنوبي الغربي. (انظر أيضا: انفصال ولاية ميزوري).في ظل ذلك، دعى إلى اجتماع بشأن الانفصال، واستولت على السلطة الحكومة الاتحادية المؤقتة في ولاية ميزوري.
لكن كنتاكي لم تنفصل وأعلنت نفسها محايدة. لكن عند دخول القوات الفيدرالية الولاية في أيلول / سبتمبر 1861، انتهى الحياد وأعلنت ولائها، مع محاولة الحفاظ على الرق. أثناء اجتياح وجيز من القوات الكونفيدرالية، نظم بعض الكونفدراليون اتفاقية انفصال، عرضوها على الحاكم، ونالت اعترافا من الكونفيدرالية. ولكن أرسلت حكومة المتمردين إلى المنفى، ولم تسيطر على كنتاكي أبدا.
بعد انفصال ولاية فرجينيا، طلبت الحكومة الاتحادية
من 48 مقاطعة التصويت على قانون لإنشاء ولاية جديدة في 24 أكتوبر 1861. استجابت 41 مقاطعة، وصوتت نسبة قليلة بكثافة لصالح الولاية الجديدة، والتي سميت في البداية «كاناوا» ولكن أعيدت تسميتها في وقت لاحق «وست فرجينيا»، وانضمت للاتحاد في 20 يونيو 1863. وانضمت مقاطعتى جيفرسون وبيركلي إلى الولاية الجديدة في أواخر عام 1863. في المقاطعات الغربية من ولاية فرجينيا قد صوت ما يقرب من 2 إلى 1 ضد الانفصال، بينما صوتت 24 مقاطعة من الخمسين مقاطعة لصالح الانفصال. وأوشكت أعداد من جنود فيرجينيا الغربية على الانقسام بين الكونفدرالية والاتحاد.
كما قام اتحاديون بمحاولات انفصالية مماثلة شرق ولاية تينيسي، ولكن الكونفدرالية قمعتها. ألقى جيفرسون ديفيس القبض على أكثر من 3000 رجل يشتبه في موالاتهم للاتحاد واحتجزهم دون محاكمة.

## نبذة عامة

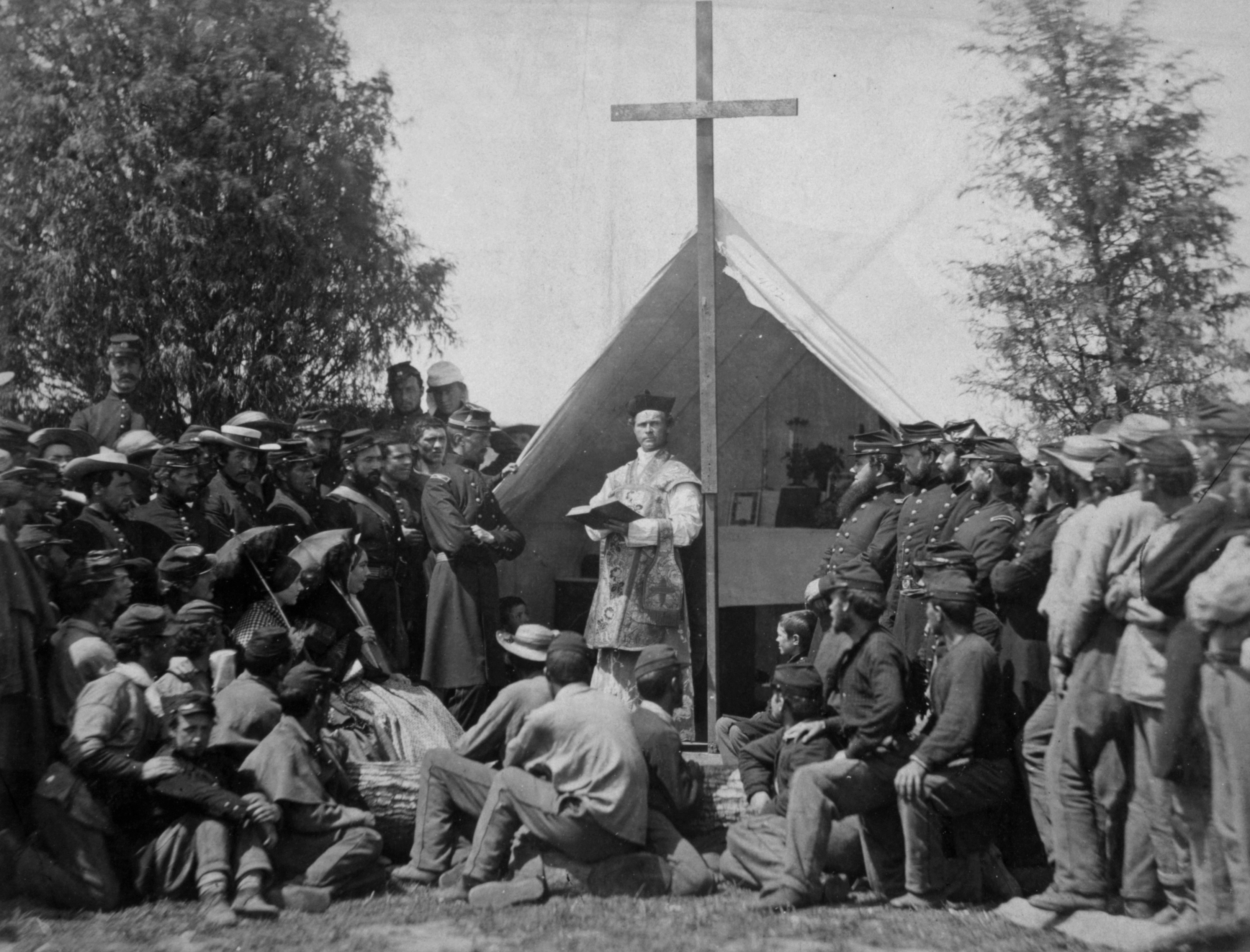
احتفال قسيس جيش اتحاد الروم الكاثوليك بالقداس

وقع أكثر من 10,000 اشتباك عسكري خلال الحرب، منهم 40 ٪ في ولاية فيرجينيا وتينيسي. منذ الفصل يتم التعامل مع كل معركة كبيرة وصغيرة، مما أدى إلى توسيع نطاق المعارك. لمزيد من المعلومات انظر قائمة معارك الحرب الأهلية الأمريكية والقادة العسكريون في الحرب الأهلية الأمريكية.

### بداية الحرب
دفع فوز لينكولن في الانتخابات الرئاسية عام 1860 ولاية كارولينا الجنوبية لإعلان الانفصال عن الاتحاد. وبحلول شباط / فبراير 1861، أعلنت ست ولايات جنوبية أخرى انفصالها. يوم 7 فبراير، وضعت الولايات السبع دستورا مؤقتا للولايات الكونفيدرالية الأمريكية، وأسسوا عاصمتهم المؤقتة في مونتغمري، ألاباما. كان مؤتمر السلام الذي عقد قبل الحرب في فبراير عام 1861 في واشنطن، محاولة فاشلة لحل الأزمة. أما ولايات الرقيق الثماني الأخرى رفضت مناشدات الدول للانضمام إلى التحالف. استولت القوات الكونفيدرالية على معظم الحصون الفدرالية داخل حدودها. واحتج الرئيس بوكانان، ولكنه لم يبد رد فعل عسكري، لتجنب المحاولة الفاشلة لإعادة إمداد فورت سمتر باستخدام السفينة «ستار اوف ذا ويست»، والتي أطلق عليها النار من قوات ولاية كارولينا الجنوبية، وعادت قبل وصولها للحصن. ومع ذلك، بدأ حكام ماساتشوستس ونيويورك وبنسلفانيا شراء أسلحة وتدريب وحدات الميليشيا عليها.
يوم 5 مارس 1861، أدى ابراهام لنكولن اليمين الدستورية كرئيس للجمهورية. في خطابه الافتتاحي، قال أن الدستور كان اتحادا أفضل من القوانين الكونفدرالية والاتحاد الدائم، حيث أنه كان عقدا ملزما، واعتبر أي محاولة انفصالية «باطلة قانونا». وذكر أنه ليس لديه نية لغزو الولايات الجنوبية، كما أنه لا ينوي إنهاء الرق حيثما وجد، بل سيستخدم القوة للحفاظ على امتلاك الأراضى الاتحادية. أنهى خطابه بنداء لاستعادة ترابط للاتحاد.
أرسلت دول الجنوب وفودا إلى واشنطن، وعرضت الدفع للدول الفيدرالية والدخول في معاهدة سلام مع الولايات المتحدة. رفض لينكولن أي مفاوضات مع وكلاء الكونفدرالية على أساس أن الكونفدرالية ليست حكومة شرعية، وأي معاهدة معها سيكون بمثابة اعتراف بأنها حكومة ذات سيادة. ومع ذلك، شارك وزير الخارجية وليام سيوارد في مفاوضات غير رسمية وغير مباشرة لكنها فشلت.
كانت حصون فورت سمتر في تشارلستون بولاية كارولينا الجنوبية، وفورت بيكنز وفورت تايلور هي الحصون المتبقية من الكونفدرالية، وعزم لنكولن على إبقاء فورت سمتر. بناء على أوامر من الرئيس الكونفيدرالى جيفرسون ديفيس، قصفت القوات التي تسيطر عليها الحكومة الكونفيدرالية بقيادة بى. جى. تى. بيوريجارد الحصن بالمدفعية يوم 12 أبريل، مما اضطر الحصن للاستسلام. احتشد الشماليون وراء دعوة لنكولن لجميع الدول لارسال قوات للاستيلاء على الحصون والحفاظ على الاتحاد. يبدو أن حجم التمرد ليس كبيرا حتى الآن، لذلك دعا لينكولن لجمع 75,000 من المتطوعين لمدة 90 يوما. كان العديد من حكام الولايات الشمالية قد جهزوا ميليشياتهم منذ شهور في تكتم، وشرعوا في تحريك القوات في اليوم التالي. كما تم حصار مستودع الأسلحة في ليبرتى وميزوري بعد ثمانية أيام من فورت سمتر.
كانت هناك أربع ولايات في أعلى الجنوب (ولاية تينيسي وأركنساس ونورث كارولينا وفرجينيا)، كانوا قد رفضوا مرارا مبادرات الكونفدرالية، والآن رفضوا إرسال قوات ضد جيرانهم، وأعلنوا انفصالهم، وانضموا إلى الكونفدرالية. لمكافأة ولاية فرجينيا على ذلك، انتقلت العاصمة الكونفدرالية إلى ريتشموند. وكانت المدينة رمزا للكونفدرالية. كانت ريتشموند في موقع شديد الحساسية في نهاية خط الإمداد الكونفدرالي المنحنى. على الرغم من أن ريتشموند كانت قوية التحصين، إلا أن إمدادها قد يتأثر إذا سيطر شيرمان على اتلانتا وقد ينقطع كليا إذا حاصر جرانت بطرسبرج وسككها الحديدية التي تزودت العاصمة الجنوبية.

### خطة اناكوندا والحصار عام 1861

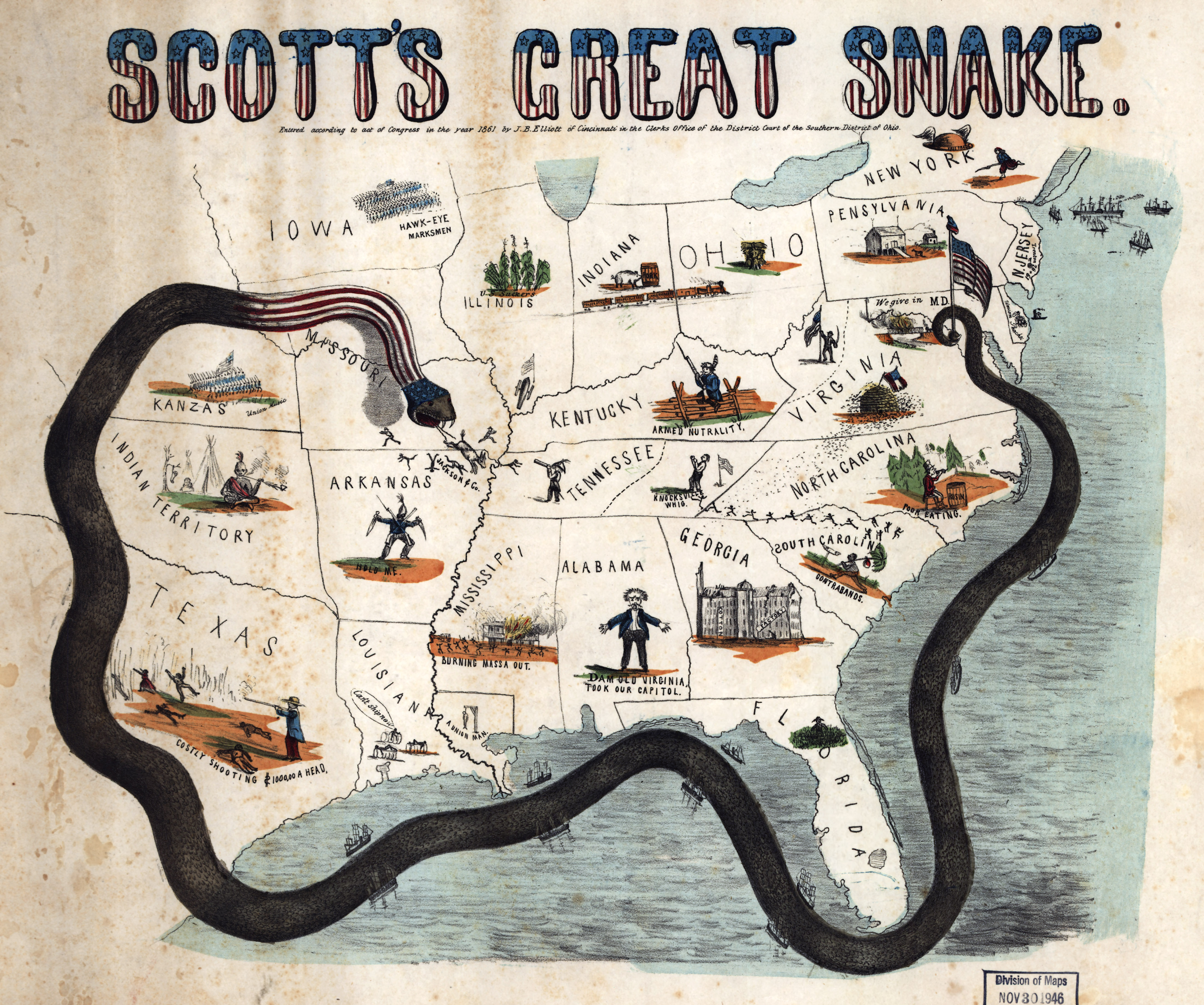
رسم كاريكاتوري لخطة "اناكوندا" لسكوت عام 1861

وضع وينفيلد سكوت، القائد العام لجيش الولايات المتحدة، خطة اناكوندا لكسب الحرب مع أقل قدر ممكن من إراقة الدماء. تقوم فكرته على أن حصار الاتحاد للموانئ الرئيسية من شأنه أن يضعف الاقتصاد الكونفدرالي؛ وبالتالى فالسيطرة على نهر المسيسبي ستؤدى إلى انقسام الجنوب. اعتمد لينكولن الخطة، ولكنه نقض تحذيرات سكوت ضد أي هجوم فوري على ريتشموند.
في أيار / مايو 1861، فرض لينكولن حصار الاتحاد على كافة المنافذ الجنوبية، ومنع الشحن الدولي للولايات للكونفدرالية. وعند مصادرة السفن والحمولات المخالفة كانت تباع ويوجه ربحها لاتحاد البحارة، ولكن بتم إطلاق سراح الطاقم البريطاني. بحلول أواخر 1861، كان الحصار قد أوقف معظم الانتقالات الداخلية من الميناء إلى الميناء. كما أوقف الحصار تجارة القطن، مما دمر الاقتصاد الجنوبي. بنى المستثمرون البريطانيون سفن صغيرة وسريعة للتجارة في الأسلحة والكماليات التي تجلب من برمودا، وكوبا، وجزر البهاما في مقابل القطن والتبغ عالي الثمن. تسبب نقص المواد الغذائية والسلع الناجم عن الحصار وقطع الأشجار من الجيوش الشمالية، وكذلك إكراه على المحاصيل من الجيوش الكونفيدرالية في التضخم وأعمال شغب نظرا لارتفاع ثمن الخبز في الجنوب.
في 8 مارس، 1862، شنت القوات البحرية الكونفيدرالية حربا ضد أسطول الاتحاد، عندما هاجمت المدمرة يو إس إس فرجينيا حصار السفن الخشبية، كان يبدو أنها لا تتوقف ولكن في اليوم التالي كان عليها محاربة مدمرة الاتحاد الجديدة يو إس إس «مونيتور» في معركة للمدمرات.انتهت المعركة بالتعادل، وكان نصرا استراتيجيا بالنسبة للاتحاد حيث استمر الحصار. خسرت القوات الكونفدرالية فرجينيا عندما تم خرق السفينة لمنع الأسر، وبنى الاتحاد العديد من أمثال مونيتور.نظرا لافتقار الولايات الكونفيدرالية لتكنولوجيا بناء السفن الحربية، حاولت الحصول عليها من بريطانيا. أعقب فوز الاتحاد في المعركة الثانية في فورت فيشر يناير 1865، إغلاق اّخر منفذ جنوبى ومنع السفن نهائيا.

### الجبهة الشرقية 1861-1863

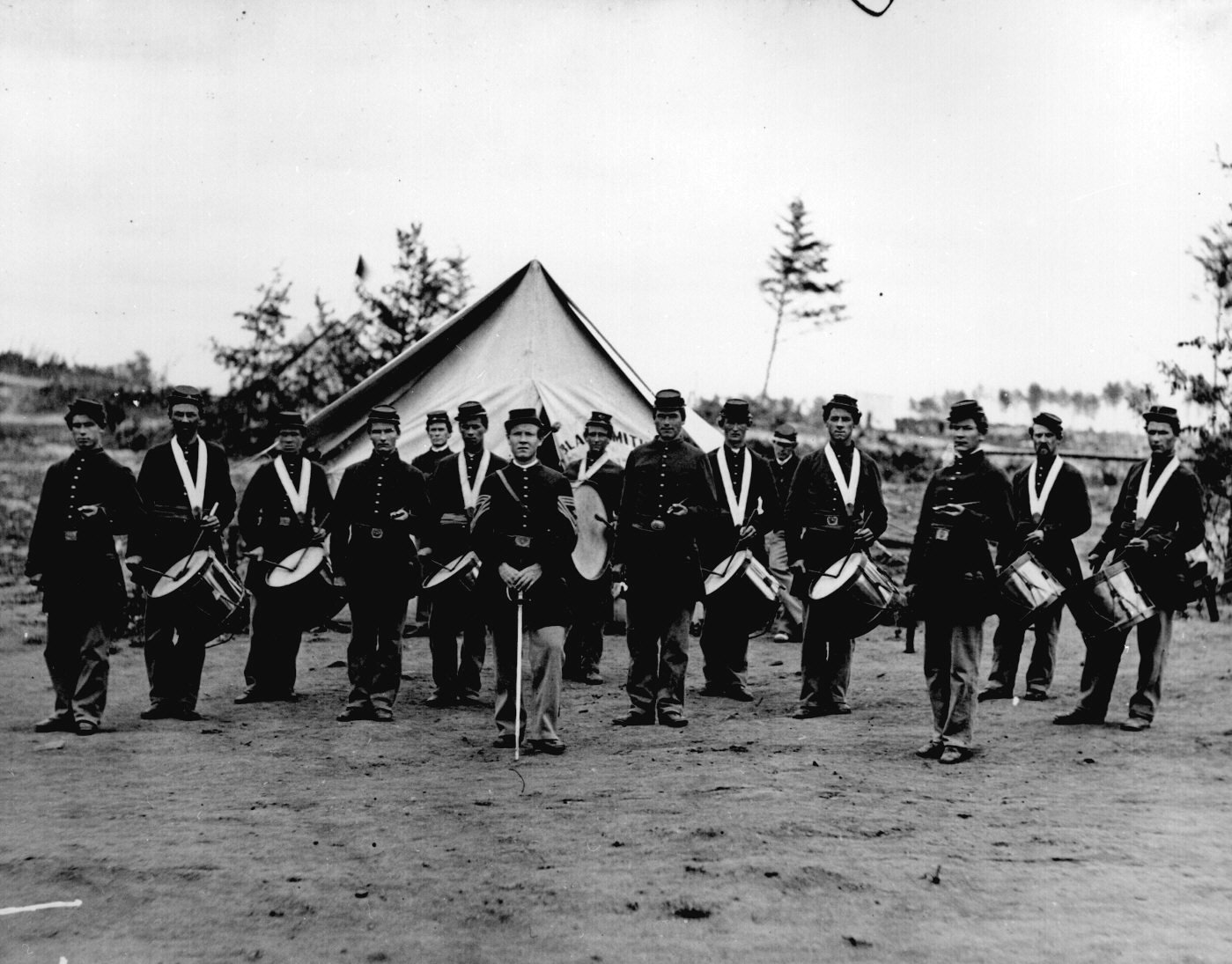
سلاح الناى والعزف على الطبول بجيش الاتحاد

بسبب المقاومة الضارية لبعض القوات الكونفيدرالية القليلة في مانأساس، وفرجينيا، قامت في يوليو / تموز 1861، مسيرة من قوات الاتحاد بقيادة اللواء ايرفين ماكدويل على القوات الكونفيدرالية والتي توقفت في المعركة الأولى في بول روبين، أو فيرست مانأساس، وعندها أرغمتهم القوات الكونفيدرالية على العودة إلى واشنطن العاصمة، بقيادة الجنرال جوزيف إي. جونستون، والجنرال بى جى تى بيوريجارد. لقب الجنرال الكونفدرالي توماس جاكسون في هذه المعركة ب«الجدار الصخرى» لأنه واجه قوات الاتحاد كما لو كان جدارا من الصخر. وقعت الكثير من الخسائر، وفي محاولة لمنع المزيد من ولايات الرقيق من الانفصال عن الاتحاد، أصدر الكونغرس الأمريكي قرار كريتندن جونسون يوم 25 يوليو من ذلك العام، نص على أن الحرب قامت من أجل الحفاظ على الاتحاد وليس لإنهاء العبودية.
تولى اللواء جورج بى ماكليلان قيادة جيش الاتحاد عند نهر بوتوماك في 26 يوليو (كان لفترة وجيزة الرثيس العام للقوات المسلحة لجميع جيوش للاتحاد، لكنه أعفي من هذا المنصب ليشغله بعده اللواء هنري دبليو هوليك، وبدأت الحرب في عام 1862. بناء على تحرك قوي من جانب الرئيس لينكولن لبدء العمليات الهجومية، هاجم مكليلان فيرجينيا في ربيع عام1862 في شبه الجزيرة بين نهر يورك ونهر جيمس، جنوب شرق مدينة ريتشموند. على الرغم من وصول جيش ماكليلان إلى أبواب ريتشموند في حملة شبه الجزيرة، أوقف جونستون تقدمه في معركة سفن بينس، ثم هزم الجنرال روبرت لي وكبار مرؤوسيه جيمس لونجستريت وجاكسون (الجدار الصخرى)، وهزم ماكليلان في معركة استمرت سبعة أيام وأجبروه على العودة. انتهت حملة فرجينيا الشمالية والتي تضمنت معركة رن بول الثانية بانتصار آخر للجنوب. عارض ماكليلان أوامر القائد العام هاليك وأرسل تعزيزات إلى جيش جون بوب الاتحادى في فرجينيا، والذي جعل من السهل بالنسبة للكونفيدراليون بقيادة الجنرال لي إلحاق الهزيمة مرتين بعدد من جنود العدو المشترك.
وبتشجيع من معركة رن بول الثانية، قام الكونفدراليون بأول غزو لولايات الشمال، عندما عبر جيش مكون من 45,000 رجل من جيش فيرجينيا الشمالية بقيادة الجنرال لي نهر بوتوماك في ولاية ماريلاند يوم 5 سبتمبر. عندها أعاد لينكولن قوات بوب إلى ماكليلان. قاتل كل من ماكليلان ولي في معركة أنتيتام قرب شاربسبيرغ، بولاية ميريلاند، في 17 سبتمبر 1862، وكان اليوم الأكثر دموية في تاريخ الولايات المتحدة العسكري. وعاد جيش لى إلى ولاية فرجينيا قبل أن يتمكن ماكليلان من تدميره.اعتبرت معركة أنتيتام انتصارا لأنها أوقفت غزو لى للشمال، وأتاحت الفرصة للنكولن لإعلان التحرير.

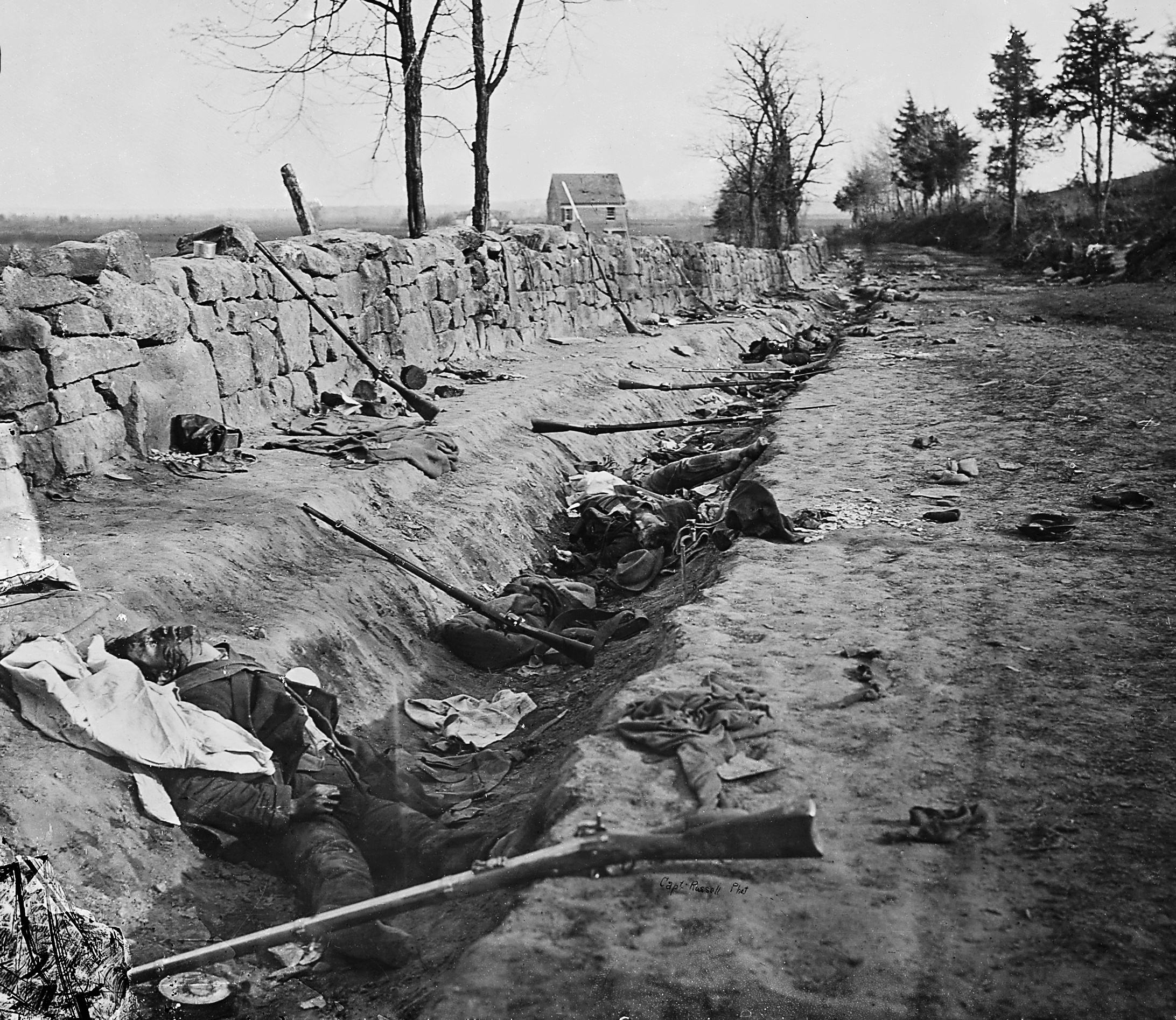
قتيل كونفدرالى خلف جدار حجرى في مرتفعات مارى، فريدريكسبيرغ، فرجينيا، قتل خلال معركة تشانسيلورسفيل، مايو 1863

عندما فشل ماكليلان في الاستمرار في أنتيتام، حل محله القائد العام أمبروز بيرنسايد. وسرعان ما هزم بيرنسايد في معركة فريدريكسبيرغ في 13 كانون الأول / ديسمبر 1862، عندما قتل وجرح أكثر من اثني عشر ألف جندى من جيش الاتحاد خلال الهجمات المتكررة عند مرتفعات مارى.بعد المعركة، تم استبدال بيرنسايد بنظيره جوزيف هوكر. ومرة أخرى لم يتمكن هوكر من هزيمة جيش لى، على الرغم من أن عددهم يفوق الكونفدراليين بأكثر من الضعف، وشعر هوكر بالخزى في معركة تشانسيلورسفيل مايو 1863. وقد حل محله نظيره جورج ميد أثناء غزو لي للشمال للمرة الثانية، في حزيران / يونيو. هزم ميد جيش لي في معركة غيتيسبرغ (1 - 3 يوليو، 1863)، وكانت المعركة الأكثر دموية في الحرب، والتي تعدّ في بعض الأحيان نقطة تحول في تاريخ الحرب.مهمة بيكيت يوم 3 يوليو كثيرا ما يطلق عليها أقصى نقطة اخترقتها الكونفدرالية، ليس فقط لأنها تشير إلى انتهاء خطة لى لحصار واشنطن من جهة الشمال، ولكن أيضا لأن فيكسبيرغ، ميسيسيبي، وهي المعقل الرئيسي للسيطرة على ولاية مسيسبي قد سقطت في اليوم التالي. بلغ عدد الخسائر في الأرواح في جيش لى 28,000 (مقابل 23,000 في جيش ميد). ومع ذلك، غضب لينكولن من فشل ميد في منع لي من التراجع، وبعد فشل حملة ميد، قرر لينكولن الانتقال إلى الجهة الغربية للقيادة الجديدة.

### الجبهة الغربية 1861-1863
في حين أن القوات الكونفدرالية حققت نجاحات عديدة في الجبهة الشرقية، إلا إنها هزمت مرات عديدة في الغرب. فقد طردوا من ولاية ميزوري في بداية الحرب نتيجة معركة بيى ريدج.وأنهى غزو ليونيداس بولك لولايتى كولومبوس، وكنتاكي سياسة الحياد التي كانت تتبعها ولاية كنتاكي، وأصبحت معادية للكونفدرالية. سقطت كل من ناشفيل وتينيسي في يد قوات الاتحاد في أوائل عام 1862، مما أدى إلى استنزاف الإمدادات الغذائية المحلية، والثروة الحيوانية وحدوث انهيار في المنظومة الاجتماعية.
كان معظم المسيسبي متاحا لتنقلات جيش الاتحاد مع إيرادات الجزيرة رقم (10)، ونيو مدريد، وميزوري، ومن ثم ممفيس، وتينيسي.في مايو 1862، سيطرت قوات الاتحاد البحرية على نيو اورليانز دون قتال عنيف، مما سمح لقوات الاتحاد التحرك حتى المسيسيبي. منع حصن مدينة فيكسبيرغ، ميسيسيبي، قوات الاتحاد من السيطرة على النهر بأكمله.
لم ينتهى الغزو الفيدرالى الثاني لكنتاكى بقيادة الجنرال براكستون براج بفوز يذكر أكثر من القائد العام دون كارلوس بويل في معركة بيريفيل، على الرغم من أن براج قد أجبر على إنهاء تحرير كنتاكي والانسحاب بسبب الافتقار إلى دعم الكونفدرالية في تلك الولاية. كان براج قد هزم من القائد العام وليام روسكرانس في معركة ستونز ريفر في ولاية تينيسي.
حققت الكونفدرالية فوزا في الغرب في معركة شيكاموجا.ساند سلاح الجنرال جيمس لونجستريت (من جيش لى في الشرق) الجنرل براج، وهزم روسكرانس، على الرغم من الدفاع البطولى لللواء جورج هنري توماس. تراجع روسكرانس إلى تشاتانوغا، والتي حاصرها براج حينها.
كان الاستراتيجي والتكتيكي الاتحادى في الغرب هو يوليسيس غرانت، والذي حقق انتصارات في فورتس هنرى ودونلسون (الذي به سيطر الاتحاد على ولاية تينيسى وأنهار كمبرلاند)؛ وكذلك معركة شيلوه؛ ومعركة فيكسبيرغ التي عززت سيطرة الاتحاد على نهر المسيسيبي وتعدّ واحدة من نقاط التحول في الحرب. ذهب جرانت لإغاثة روسكرانس وهزم براج في المعركة الثالثة في تشاتانوغا، وتنج عن ذلك خروج القوات الكونفدرالية من ولاية تينيسي، وفتح الطريق إلى اتلانتا وقلب الكونفيدرالية.

### المعارك عبر الميسيسيبي 1861-1865
حولت حرب العصابات أغلب ميزوري إلى ساحة معركة. قامت في ميزوري ثالث أكبر المعارك التي قامت خلال الحرب. أما الولايات الغربية الأخرى، على الرغم من أنها معزولة جغرافيا عن المعارك في الشرق، إلا أنها شهدت العديد من الأعمال العسكرية. قامت المعارك في المنطقة لتأمين ولاية ميزوري، وإقليم انديان، ونيو مكسيكو من أجل اللاتحاد. تم صد التوغل الكونفدرالي في إقليم نيو مكسيكو في عام 1862، كما نجحت حملة الاتحاد لتأمين إقليم انديان عام 1863. في أواخر الحرب، فشلت حملة ريد ريفر التي قام بها جيش الاتحاد. ظلت تكساس في أيدي الكونفدراليين طوال فترة الحرب، ولكنها كانت معزولة عن بقية الولايات الكونفدرالية بعد السيطرة على فيكسبيرغ في عام 1863 مما مكن الاتحاد من السيطرة على نهر المسيسيبى.

### نهاية الحرب 1864-1865

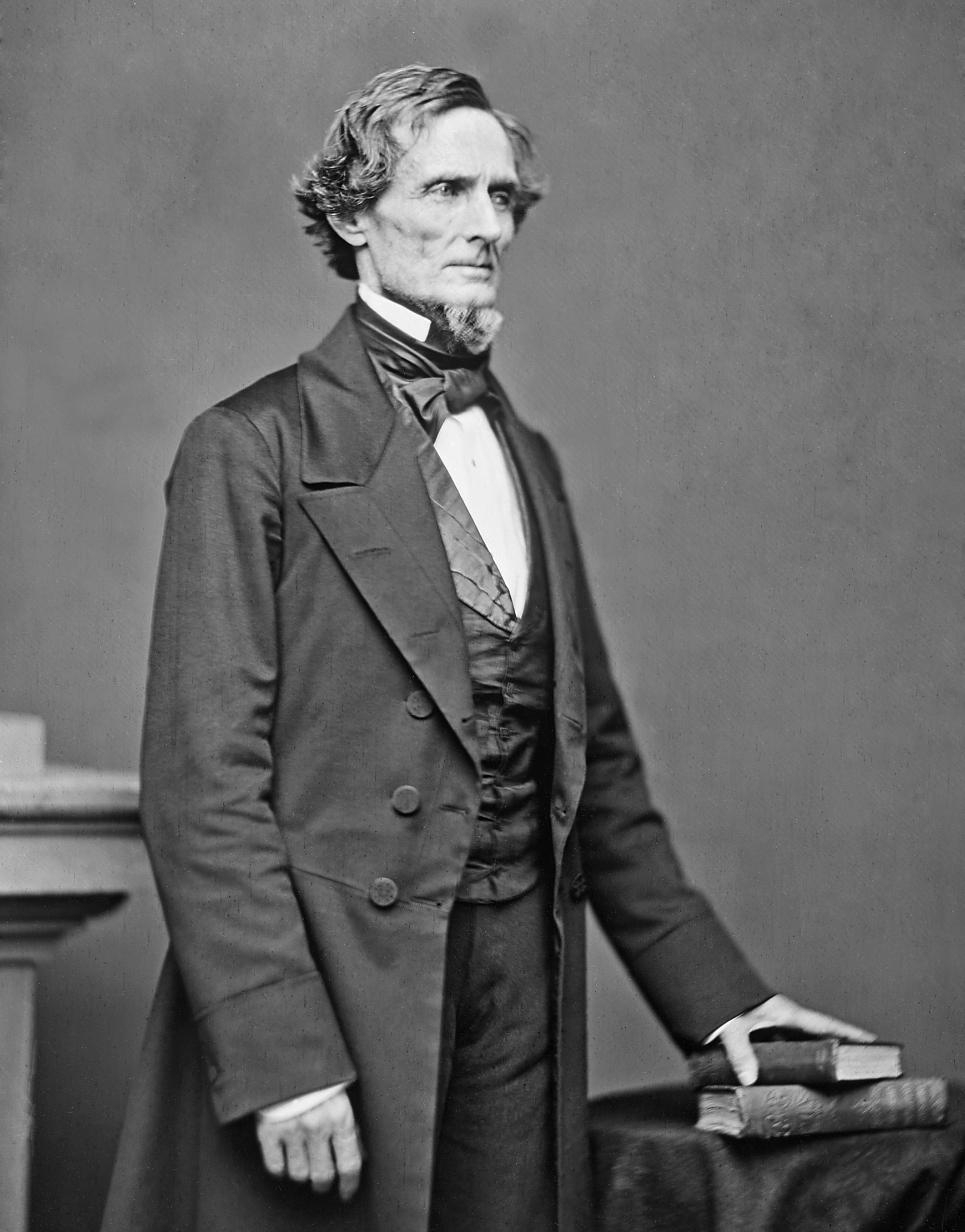
جيفرسون ديفيس، الرئيس الأول والوحيد للولايات الكونفدرالية الأمريكية

في بداية عام 1864، عين لينكولن الجنرال جرانت قائدا لجميع جيوش الاتحاد. جعل جرانت مقر إقامته مع جيش بوتوماك، ووضع اللواء وليام شيرمان تيكومسيه في قيادة معظم الجيوش الغربية. تعلم جرانت مفهوم الحرب الشاملة من لينكولن وشيرمان، أي أن الهزيمة الكاملة للقوات الكونفدرالية وقاعدتها الاقتصادية من شأنه أن يضع حدا للحرب. فكانت هذه الحرب شاملة لا من حيث قتل المدنيين وإنما من حيث تدمير البيوت والمزارع والسكك الحديدية. وضع جرانت خطة إستراتيجية من شأنها محاصرة الكونفدرالية بأكملها من عدة اتجاهات: فأصدر الأوامر للجنرال جورج ميد والجنرال بنيامين بتلر بالتحرك ضد لي بالقرب من ريتشموند؛ والجنرال فرانز سيجل (وفي وقت لاحق فيليب شيريدان) بالهجوم على وادي شيناندوا؛ والجنرال شيرمان للسيطرة على اتلانتا ثم الاتجاه إلى البحر (المحيط الأطلسي)؛ والجنرال جورج كروك والجنرال ويليام أفيريل بقطع خطوط إمداد السكك الحديدية في فرجينيا الغربية، والقائد العام ناثانيل بى. بانكس للسيطرة على موبايل، وألاباما.
بدأت قوات الاتحاد في منطقة الشرق مناورات بالقرب من لي، وخاضت معارك عديدة خلال («حملة جرانت البرية») ضمن الحملة الشرقية. أسفرت معارك الاستنزاف التي قام بها جرانت في البر، وسبوتسيلفانيا، وكولد هاربور عن خسائر فادحة، لكنه أجبر قوات لي على التراجع مرارا وتكرارا. كما فشلت محاولة حصار لي من الجنوب نظرا لأن بتلر كان محاصرا عند منحنى النهر عند برمودا هندرد. كان جرانت عنيدا، وعلى الرغم من الخسائر الفادحة (أكثر من 65,000 إصابة في سبعة أسابيع)، ظل يحارب جيش لي في فرجينيا الشمالية حتى تراجع إلى ريتشموند. ثم شل حركة الجيش الكونفدرالي في حصار بطرسبرج، حيث اشتبك الجيشان في صراع خنادق لأكثر من تسعة أشهر.
وأخيرا وجد جرانت قائدا وهو الجنرال فيليب شيريدان، من العدوانية بما يكفي للانتصار في حملات الوادي عام 1864. هزم شيريدان اللواء \جوبال ايه. إيرلى في سلسلة من المعارك، بما فيها الهزيمة النهائية الحاسمة في معركة سيدار كريك. ثم شرع شيريدان في تدمير القاعدة الزراعية في وادي شيناندوا، في إستراتيجية مماثلة للتكتيكات التي قام بها شيرمان في جورجيا في وقت لاحق.
وفي الوقت نفسه، سار شيرمان من تشاتانوغا إلى اتلانتا وهزم في طريقه كل من الجنرال جوزيف إي. جونستون والجنرال جون بيل هود الكونفدراليون. كان سقوط أتلانتا في 2 سبتمبر، 1864، عاملا مهما في إعادة انتخاب لنكولن رئيسا للبلاد. غادر هود اتلانتا لقطع خطوط إمداد شيرمان وغزو تينيسي خلال حملة فرانكلين-ناشفيل. هزم اللواء جون إم. سكوفيلد من جيش الاتحاد الجنرال هود في معركة فرانكلين، ثم هزمه جورج اتش توماس أيضا هزيمة ساحقة في معركة ناشفيل دمرت جيش هود.

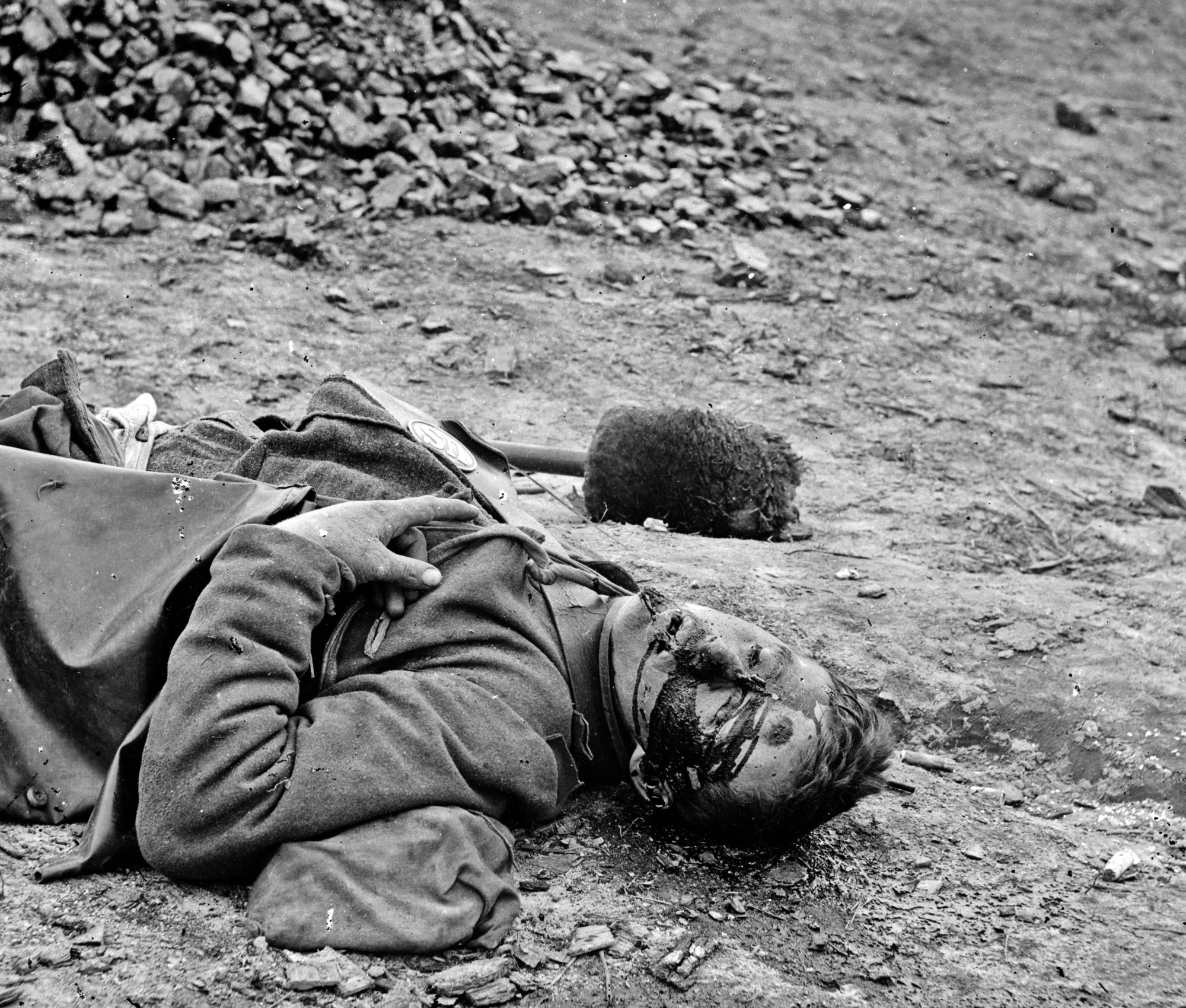
جندي قتيل، بطرسبرج، فرجينيا عام 1865، تصوير توماس جيم روش.

ترك شيرمان أتلانتا وقاعدة الإمدادات، وسار بالجيش لجهة غير محددة، بعدما حول 20 ٪ من المزارع في جورجيا إلى نفايات خلال حملة «مسيرة إلى البحر». وصل إلى المحيط الأطلسي عند مدينة سافانا، بجورجيا في ديسمبر كانون الأول عام 1864. تبع جيش شيرمان آلاف من العبيد المحررين، ولم تكن هناك معارك كبرى خلال المسيرة. اتجه شيرمان شمالا عبر ولاية كارولينا الجنوبية وكارولينا الشمالية للوصول لفرجينيا الكونفدرالية من ناحية الجنوب، لزيادة الضغط على جيش لي.
تناقص جيش لى نتيجة الإصابات وفرار الجنود، حتى أصبح أقل بكثير من جيش جرانت. حققت قوات الاتحاد نصرا حاسما في معركة فايف فوركس في 1 أبريل، مما اضطر لي لإجلاء بطرسبرج وريتشموند. سقطت العاصمة الكونفدرالية المؤلفة من الجنود السود على يد الفيلق الخامس والعشرين من قوات الاتحاد. أما باقى الوحدات الكونفدرالية فرت غربا، وبعد هزيمة لى في معركة خليج سايلر أيقن أن استمرار القتال ضد الولايات المتحدة أصبح مستحيلا من الناحية التكتيكية والمنطقية.

### استسلامالكونفدرالية
يوم 9 أبريل 1865، سلم لي جيشه في بيت ماكلين بوادى محكمة أبوماتوكس. في بادرة غير تقليدية، وكدليل على احترام جرانت ونظرا لعودة الكونفدرالية إلى الاتحاد سلميا، سمح للى بالاحتفاظ بسيفه وحصانه، ترافلر. وفي 14 أبريل عام 1865، أطلق الرصاص على الرئيس لينكولن. وفي ساعة مبكرة من صباح اليوم التالي توفي لينكولن، وعين أندرو جونسون رئيسا.
بدأت الأحداث التي أدت لاستسلام لى مع اعتقال الضباط الرئيسيون ريتشارد إس. إيويل، وريتشارد اتش. اندرسون يوم 6 إبريل، ثم أعقبه هزيمة الكونفيدراليون في معركة سايلرز كريس.في 8 أبريل دمر سلاح الفرسان بجيش الاتحاد بقيادة اللواء جورج ارمسترونغ كستر ثلاثة قطارات إمداد للكونفدرالية في محطة أبوماتوكس، مما أدى إلى استسلام الجنرال لي في اليوم التالي. كما استلم جيش الجنرال سانت جون ريتشاردسون ليديل بعد سقوط التحصينات الكونفدرالية في معركة سبانيش فورت في ولاية ألاباما، في يوم واحد وهو 9 إبريل.
وفي 21 أبريل انحلت الكتيبة الثالثة والأربعون في سلاح فرسان فرجينيا بقيادة جون إس. موسبي الكتيبة 43 بسلاح فرسان فرجينيا وفي 26 إبريل سلم الجنرال جوزيف إي. جونستون قواته لشيرمان في بينيت بليس في دورهام، بكارولينا الشمالية.
وخلال 4 و5 أيار / مايو استسلمت الإدارات الكونفدرالية بالاباما ومسيسيبي وإيست لويزيانا ومقاطعة الجولف. يوم 10 مايو، اعتقل الرئيس الكونفدرالي واستسلمت إدارة ولاية فلوريدا وجورجيا الجنوبية في نفس اليوم. كما سلم اللواء الكونفيدرالى الجنرال "جيف" ميريويذر طومسون لواءه في اليوم التالي، وفي اليوم التالى استسلمت قوات شمال جورجيا.
يوم 23 يونيو عام 1865، وقع ستاند واتى اتفاق وقف إطلاق النار مع ممثلي الاتحاد في فورت توسون بمنطقة شوكتاو نيشنز بإقليم ولاية أوكلاهوما، ليصبح اّخر جنرال كونفدراليى يتنحى من ساحة المعركة. وكانت السفينة الكونفدرالية سى إس إس شيناندوا اّخر من استسلم، يوم 6 نوفمبر عام 1865، في ليفربول، بانكلترا. دل هذا الاستسلام على انتهاء الحرب الأهلية الأمريكية.

## الرق خلال الحرب
في بداية الحرب ظن بعض قادة الاتحاد أنه كان من المفترض إعادة العبيد الفارين لأسيادهم. بحلول عام 1862، أصبح من الواضح أن هذه الحرب ستكون طويلة، وعندها ظهر السؤال عما يجب القيام به بشأن العبودية. نظرا لأن الوضع الاقتصادى والعسكري في الجنوب يعتمد على العمل بالسخرة. وأصبح من غير المعقول حماية تجارة الرق في حين فرض حصار على الاقتصاد الجنوبي وتدمير الإنتاج. كما قال أحد أعضاءالكونغرس أن قضية العبيد لا يمكن أن تكون على الحياد. فالعمال إن لم يكونو جنودا، سيكونوا حلفاء متمردين، أو حلفاء الاتحاد. ضغط عضو الكونغرس بنفسه وزملائه الجمهوريون الراديكاليون على لينكولن لتحرير العبيد سريعا، في حين أن الجمهوريين المعتدلين تقبلوا ذلك تدريجيا، لتعويض التحرر والاستعمار. عارض كل من ذوى الرؤوس النحاسية، والولايات الحدودية، وديمقراطيو الحرب التحرير، على الرغم من أن الولايات الحدودية وديمقراطيو الحرب في نهاية المطاف قبلوا به كجزء من الحرب الشاملة اللازمة لإنقاذ الاتحاد.
في عام 1861، أعرب لينكولن عن مخاوفه من أي محاولات سابقة لأوانها في التحرر من شأنها أن تعني فقدان الولايات الحدودية، كما أن «فقدان كنتاكي كفقدان المعركة بأكملها.»  في البداية، قام لينكولن بمحاولات للتحرير قام بها وزير الحرب سايمون كاميرون والجنرال جون سي. فريمونت (في ولاية ميسوري) والجنرال ديفيد هانتر (في ولاية كارولينا الجنوبية وجورجيا وفلوريدا) من أجل الحفاظ على ولاء الولايات الحدودية وديمقراطيو الحرب.
حذر لينكولن الولايات الحدودية من ازدياد الطابع الراديكالى للتحرر إذا ما رفضت خطته التدريجية التي تقوم على أساس تعويض التحرر والاستعمار التطوعي. مقاطعة كولومبيا هي الوحيدة التي قبلت خطة لينكولن التدريجية، وأعلن لينكولن تحرير العبيد يوم 21 يوليو 1862. طلب وزير الخارجية ويليام سيوارد من لينكولن انتظار النصر قبل إصدار إعلان، حيث أن القيام بغير ذلك من شأنه أن يبدو وكأنه "اّخر محاولة للتراجع". سنحت هذه الفرصة في سبتمبر 1862 في معركة أنتيتام، وما تلاها من مؤتمر مسئولى الحرب الذي قدم دعما إضافيا للإعلان. كما نشر لينكولن رسالة  لتشجيع الدول الحدودية على قبول التحرر باعتباره ضرورة لإنقاذ الاتحاد. قال لينكولن في وقت لاحق أن الرق كان " سبب الحرب". أصدر لنكولن تقريره المبدئى لإعلان تحرير العبيد في 22 سبتمبر 1862، وتقريره النهائي في 1 يناير 1863. أوضح لنكولن وجهة نظره في رسالته إلى هودجز "إن لم يكن الرق خطأ، فلا يوجد شيء اّخر خطأ... وحتى الآن لم يسبق لي فهم أن الرئاسة المخولة لى هي حق للتصرف غير المقيد للعمل رسميا بناء على هذا الحكم والشعور... وأزعم أنه لا توجد أحداث سيطرت عليها، ولكن أعترف بصراحة بأن الأحداث هي التي سيطرت علي.
نظرا لأن إعلان تحرير العبيد استند على صلاحيات روؤساء الحرب، فشملت الحرب الأراضي التي يسيطر عليها الكونفيدراليون في ذلك الوقت. ومع ذلك، أصبح الإعلان رمزا للالتزام المتنامي للاتحاد لإضافة التحرر إلى تعريف الاتحاد للحرية. كما لعب لينكولن دورا رائدا في حمل الكونغرس على التصويت على التعديل الثالث عشر،  الذي جعل التحرر شاملا ودائما.
لم ينتظر العبيد الأميركيون الأفارقة إجراء لينكولن، إنما لاذو بالفرار سعيا للحرية خارج الاتحاد. هرب مئات الآلاف من الأميركيين الأفارقة إلى الاتحاد منذ السنوات الأولى للحرب، وخصوصا في المناطق المحتلة مثل ناشفيل، ونورفولك وهامبتون رودز في عام 1862، وتينيسي منذ 1862 حتى مسيرة شيرمان، إلخ. كما فر العديد منهم إلى حدود الاتحاد حيث بنى لهم القادة مخيمات ومدارس تعلم فيها كل من الكبار والأطفال القراءة والكتابة. كما أرسلت الرابطة التبشيرية الأمريكية معلمين إلى المخيمات الجنوبية المهربة، وكذلك أنشئت مدارس في نورفولك والمستعمرات القريبة منها. بالإضافة إلى ذلك، عمل ما يقرب من 200,000 إفريقي-أمريكي جنودا وبحارة مع قوات الاتحاد. معظم هؤلاء كانوا عبيد فارين.
استعبد الكونفيدراليون جنود الاتحاد السود، وكان الجنود السود هم الذين قتلوا بالرصاص عندما كانوا يحاولون الاستسلام في مذبحة فورت بيلو.  وأدى هذا إلى انهيار برنامج تبادل الاسرى  وزيادة معسكرات الاعتقال مثل سجن اندرسون في جورجيا، حيث مات ما يقرب من 13,000 أسير من جيش الاتحاد من الجوع والمرض.
وعلى الرغم من تناقص القوة البشرية في الجنوب، حتى عام 1865، كان معظم القادة الجنوبيون يعارضون تسليح العبيد كجنود. وكانوا يستخدمونهم كعمال لدعم المجهود الحربي. كما قال هويل كوب «إن صلح العبيد كجنود، فنظريتنا بأكملها عن العبودية خاطئة». جادل كل من الجنرال باتريك كليبورن والجنرال وروبرت لي بشأن تسليح السود في أواخر الحرب، بينما اقتنع جيفرسون ديفيس في النهاية بدعم خطط تسليح العبيد لتجنب الهزيمة العسكرية. كما أمكن تنفيذ الاستسلام الكونفدرالي في أبوماتوكس قبل هذه الخطة.
أضاع إعلان تحرير العبيد  أمل الكونفدراليين في الحصول على مساعدات من بريطانيا أو فرنسا. نجح نهج لينكولن المعتدل في السيطرة على ولايات الحدود، بينما ما زال ديمقراطيو الحرب والعبيد المحررون يتقاتلون من أجل اللاتحاد. إن الولايات الحدودية التي يسيطر عليها الاتحاد هي: (ولاية كنتاكي، ميزوري، ماريلاند، ديلاور، وفرجينيا الغربية) حيث لم يشملها إعلان تحرير العبيد. ألغت جميع هذه الولايات العبودية من تلقاء نفسها، ما عدا ولاية كنتاكي وديلاوير. أفرج إعلان تحرير العبيد عن الغالبية العظمى من العبيد التي بلغت 4 ملايين عبد، كما تحركت جيوش الاتحاد ناحية الجنوب. التعديل الثالث عشر لدستور الولايات المتحدة الأمريكية في 6 ديسمبر 1865، تم التصديق على التعديل الثالث عشر، وأخيرا تم تحرير العبيد المتبقين في ولاية كنتاكي وديلاور، ونيوجيرسي، والذين وصلت أعدادهم إلي 225,000 في كنتاكي و1،800 في ديلاور، و18 في نيو جيرسي اعتبارا من عام 1860.

## التهديد بالتدخل الدولي
إن دخول بريطانيا وفرنسا في الحرب نيابة عن الكونفدرالية سيزيد فرصة الجنوب جدا في الاستقلال عن الاتحاد. عمل الاتحاد بقيادة لينكولن ووزير الخارجية ويليام سيوارد على عرقلة هذا، وهدد بشن حرب إذا اعترفت أي بلد بوجود الولايات الكونفدرالية الأمريكية رسميا (وبالتالى لم يفعله أحد). في عام 1861، حظر الجنوبيون شحنات القطن، على أمل أن يتسبب ذلك في كساد اقتصادي في أوروبا فتضطر بريطانيا لدخول الحرب من أجل الحصول على القطن. أثبتت خطة القطن فشلها، حيث أن أوروبا لديها فائض من القطن، في حين أن فشل محاصيل 1860-62 في أوروبا أكسب صادرات الشمال من الحبوب أهمية كبيرة. كان يقال أن «تجارة الذرة أقوى من تجارة القطن»، حيث أن حبوب الولايات المتحدة تتراوح بين الربع إلى النصف تقريبا من واردات بريطانيا.
عندما واجهت بريطانيا نقصا في القطن، حل محله مؤقتا زيادة الزراعة في مصر والهند. وفي الوقت نفسه، خلقت الحرب فرص العمل لشركات تصنيع الأسلحة، وعمال الحديد، والسفن البريطانية لنقل الأسلحة.
أثبت تشارلز فرانسيس آدمز مهارته بصفة خاصة كوزير إلى بريطانيا من أجل الولايات المتحدة ولم ترغب بريطانيا في تحدي الحصار بجرأة. اشترت الكونفدرالية عدة سفن حربية من بناة السفن التجارية في بريطانيا. كان من أكثرها شهرة، سى إس إس ألاباما، والتي لحق بها ضررا كبيرا وأدت إلى نزاعات ما بعد الحرب خطيرة. بيد أن الرأي العام ضد العبودية خلق مسؤولية سياسية للسياسيين الأوروبيين، وخاصة في بريطانيا. لاح شبح الحرب في أواخر عام 1861 بين الولايات المتحدة وبريطانيا حول قضية ترينت، حيث اتهم جنود من البحرية الأمريكية يعملون على باخرة بريد بريطانية باعتقال اثنين من الدبلوماسيين الكونفدراليين. ومع ذلك، تمكنت لندن وواشنطن من التغلب على المشكلة بعد إفراج لينكولن عن الاثنين.
في عام 1862، اعتبرت بريطانيا وسيطا، وإن كان مثل هذا العرض من شأنه المخاطرة بحرب مع الولايات المتحدة بقيادة اللورد بالمرستون الذي قيل أنه قرأ كوخ العم توم ثلاث مرات  عند البت في هذا الأمر. لكن فوز الاتحاد في معركة أنتيتام دفعهم إلى تأجيل هذا القرار. كما عزز إعلان تحرير العبيد المسؤولية السياسية لدعم الكونفيدرالية. على الرغم من التعاطف مع الكونفدرالية، إلا أن استيلاء فرنسا الحرب الفرنسية المكسيكيةعلى المكسيك ردعهم في نهاية المطاف عن الحرب مع الاتحاد. أما العروض الكونفدرالية في أواخر الحرب لإنهاء الرق في مقابل الاعتراف الدبلوماسي لم تنظر فيها لندن أو باريس بجدية.

## بعد الانتصار
تناقش المؤرخون عما إذا كانت الكونفدرالية قد انتصرت في الحرب. أكد معظم العلماء على أن الاتحاد كان لديه مزايا طويلة الأجل لا يمكن التغلب عليها أكثر من الكونفدرالية من حيث القوة الصناعية والسكانية. أما الكونفدراليون، يجادلون، ويؤخرون الهزيمة فقط. وقد عبر المؤرخ الجنوبى شيلبي فوت عن وجهة نظره بإيجاز قائلا: "أعتقد أن الشمال خاض الحرب بيد واحدة وراء ظهره...أما إذا كان هناك مزيد من الانتصارات الجنوبية، وأكثر بكثير، لكان الشمال استخدم يده الأخرى التي كانت خلف ظهره. لا أعتقد أن الجنوب كان لديه أي فرصة لكسب تلك الحرب. سعت الكونفدرالية للحصول على الاستقلال خلال عهد لينكولن، ولكن بعد سقوط اتلانتا وهزيمة لينكولن لماكليلان في انتخابات عام 1864، انتهى أي أمل في تحقيق انتصار سياسي للجنوب. وهنا نجح لينكولن في الحصول على دعم الدول الحدودية، ودبموقراطيو الحرب، والعبيد المحررين وكذلك بريطانيا وفرنسا. وحين تمكن من هزيمة الديمقراطيين ومكليلان، هزم أيضا ذوى الرؤوس النحاسية. كما وجد لينكولن القادة العسكريين مثل جرانت وشيرمان الذين سيستغلون التفوق العددي لجيوش الاتحاد في المعركة ضد الجيوش الكونفدرالية. انتصر في الحرب الجنرالات الذين لم يتورعو عن سفك الدماء، واعتبارا من نهاية عام 1864 وما بعده لم يعد هناك أمل للجنوب.
من ناحية أخرى قال جيمس ماكفرسون أن تفوق الشمال من ناحية السكان والموارد جعلت فوزه مرجح، ولكن لا مفر منه. لم تكن الكونفدرالية في حاجة لغزو وسيطرة على أراض العدو من أجل الفوز، ولكن فقط كانت في حاجة لخوض حرب دفاعية لإقناع الشمال بأن تكلفة الفوز كانت كبيرة جدا. أما الشمال فكان بحاجة لقهر وسيطرة على مساحات شاسعة من أراضي العدو، وهزيمة الجيوش الكونفدرالية من أجل الفوز.
كان من المهم أيضا بلاغة لينكولن في توضيح الغرض الوطني، وكذلك مهارته في إبقاء الولايات الحدودية مرتبطة بالاتحاد. على الرغم من أن نهج لينكولن نحو التحرر كان بطيئا، إلا أن إعلان تحرير العبيد كان استخداما فعالا لصلاحيات الرئيس أثناء الحرب.
|                                      | الاتحاد          | الكونفدرالية    |
| ------------------------------------ | ---------------- | --------------- |
| مجموع السكان                         | 22100000 (71 ٪)  | 9100000 (29 ٪)  |
| السكان الأحرار                       | 21.700.000       | 5.600.000       |
| العبيد في الولايات الحدودية عام 1860 | 400.000          | لا يوجد.        |
| عبيد الجنوب عام 1860                 | لا يوجد.         | 3,500,000       |
| الجنود                               | 2,100,000 (67 ٪) | +1064000 (33 ٪) |
| أميال خطوط السكة الحديد              | 21٬788 (71 ٪)    | +8838 (29 ٪)    |
| سلع مصنعة                            | 90 ٪             | 10              |
| إنتاج سلاح ناري                      | 97 ٪             | 3-              |
| بالة من القطن في عام 1860            | لا تذكر          | 4,500,000       |
| بالة من القطن في عام 1864            | لا تذكر          | 300.000         |
| الصادرات الأمريكية قبل الحرب         | 30 ٪             | 70 ٪            |

الاقتصاد أكثر الشمال الصناعية ساعد في إنتاج الأسلحة والذخائر والإمدادات، فضلا عن الشؤون المالية، والنقل. ويبين الجدول ميزة نسبية للاتحاد على مدى الولايات الكونفدرالية الأمريكية (وكالة الفضاء الكندية) في بداية الحرب. اتسعت المزايا بسرعة خلال الحرب، حيث نما الاقتصاد الشمالي، في حين تقلصت الأراضي الكونفدرالية وضعف اقتصادها. وبلغ عدد سكان الاتحاد 22 مليون نسمة مقابل 9 ملايين في الجنوب عام 1861، واشتمل سكان الجنوب على أكثر من 3.5 مليون من العبيد وحوالي 5.5 مليون من البيض، وبالتالي تزايد عدد سكان الجنوب من البيض بنسبة أكثر من أربع إلى واحد مقارنة بالشمال. زاد التفاوت حيث سيطر الاتحاد على المزيد والمزيد من الأراضي الجنوبية باستخدام الحاميات، وقطع الطرق عبر المسيسبي في الأجزاء الكونفدرالية. في البداية هيمن الاتحاد على أكثر من 80 ٪ من السفن والبواخر والزوارق النهرية والبحرية. ويضاف لذلك برنامج ضخم لبناء السفن. هذا ما مكن الاتحاد من السيطرة على الأنهار وفرض الحصار على الساحل الجنوبي بأكمله. وجود سكك حديدية ممتازة بين مدن الاتحاد وفر حركة سريعة ورخيصة للقوات والإمدادات. وعلى النقيض كان النقل أبطأ بكثير وأكثر صعوبة في الجنوب الذي لم يتمكن من زيادة نظام السكك الحديدية، ولا إصلاح الأضرار، ولا حتى إجراء صيانة روتينية. فشل ديفيز في الحفاظ على علاقات إيجابية ومثمرة مع حكام الولايات (وخصوصا جوزيف إي براون حاكم جورجيا، وزيبيولون فانس بيرد حاكم كارولينا الشمالية) ضر بقدرته على الاستفادة من الموارد الإقليمية. الأضرار التي ألحقتها مشكلة تجارة القطن في الولايات الكونفدرالية بالاقتصاد العالمي أدت إلى علاقات دبلوماسية سيئة، مثل رفض شحن الأقطان قبل بداية الحصار.
مكن إعلان تحرير العبيد الأمريكيين من أصل أفريقي، سواء من السود الأحرار، أو من العبيد الفارين، من الانضمام إلى جيش الاتحاد. تطوع حوالي 190,000 شخص،  لتعزيز استغلال التفوق العددي الذي تمتعت به جيوش الاتحاد عن الجيوش لكونفدرالية، الذين لا يجرؤون على مضاهاة ما يعادل القوى البشرية بسبب الخوف من تقويض شرعية الرق. غالبا ما يقوم العبيد المحررون بواجبات الحامية، وخاضوا معارك عديدة في 1864-1865. كما أنضم أعداد كبيرة من المهاجرين الأوروبيين إلى جيش الاتحاد، منهم 177,000 ولدوا في ألمانيا و144،000 ولدوا في أيرلندا.

### إعادة الإعمار
اتفق القادة الشماليون على أن الانتصار يتطلب أكثر من انتهاء القتال. فلابد من تحقيق هدفى الحرب: كان لا بد من الانفصال تماما، والقضاء على جميع أشكال الرق. لكنهم اختلفوا كثيرا على معايير تحقيق هذه الأهداف. كما اختلفوا على درجة السيطرة الفدرالية التي يجب أن تفرض على الجنوب، وكذلك إعادة دمج الولايات الجنوبية في الاتحاد.
إعادة الإعمار، والتي بدأت في وقت مبكر من الحرب وانتهت في عام 1877، كانت تنطوي على سلسلة معقدة وسريعة من التغيرات في سياسات الولاية والاتحاد. ظهرت النتائج على المدى الطويل في ثلاثة تعديلات ‏ لإعادة الإعمار في الدستور: التعديل الثالث عشر، والذي ألغى الرق والعبودية؛ والتعديل الرابع عشر، الذي مدد الحماية الفدرالية القانونية للمواطنين على قدم المساواة بغض النظر عن العرق، والتعديل الخامس عشر، والذي ألغى القيود العنصرية على التصويت. انتهى إعادة الإعمار في مختلف الدول في أوقات مختلفة، والثلاثة الأخيرة بتسوية عام 1877.
لمزيد من التفاصيل عن فشل التعديل الرابع عشر والخامس عشر، انظر:
- عصر إعادة الإعمار في الولايات المتحدة [110]
- منع المواطنين من حق التصويت بعد عصر التعمير (الولايات المتحدة)
- حركة الحقوق المدنية للأميركيين الأفارقة (1896-1954)
- قوانين جيم كرو
- الولايات المتحدة ضد كروكشانك (1875)، والذي كان ردا على مجزرة كولفاكس
- قانون بوس كوميتاتوس (1878)
- قضايا الحقوق المدنية (1883)
- قضية بليسي ضد فيرغسون (1896)
- وليامز ضد ميسيسيبي (1898)
- جيلز ضد هاريس (1903)
- الفداء (تاريخ الولايات المتحدة الأمريكية)

### النتائج

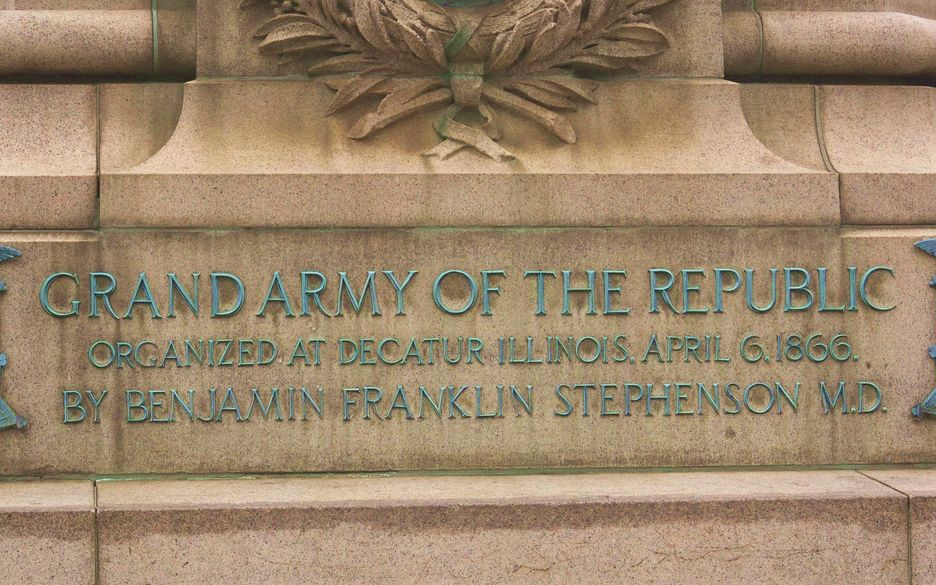
نصب تذكاري تكريما للجيش الجمهوري العظيم، الذي نظم بعد الحرب.

انتهت العبودية فعليا في الولايات المتحدة في ربيع عام 1865 عندما استسلمت الجيوش الكونفدرالية. أفرج إعلان تحرير العبيد عن جميع العبيد في الكونفدرالية، والذي نص على أن العبيد في المناطق الكونفدرالية أحرارا. كما أفرج عن العبيد في الولايات الحدودية والأجزاء التي يسيطر عليها الاتحاد بقانون الولاية (في 6 ديسمبر، 1865) بالتعديل الثالث عشر. الاستعادة الكاملة للاتحاد نتجت عن العمل لحقبة مستمرة ما بعد الحرب عرفت باسم إعادة الإعمار. ننتج عن الحرب حوالى 1,030,000 من الضحايا (3 % من السكان)، بينهم حوالي 620,000 حالة وفاة (أي الثلثين) بسبب المرض. ساوى عدد القتلى الأميركيين في هذه الحرب عدد القتلى في كل حروب الولايات المتحدة الأميركية مجتمعة. إن الأسباب التي أدت إلى الحرب، ونتائجها، وحتى اسمها لا تزال من مواضيع الخلاف حتى اليوم. وخلال الفترة 1861-1865 كان قد أفرج عن 4 ملايين من العبيد السود. وحسب الإحصاءات الرسمية للسكان في عام 1860، فإن هناك حوالي 8% من الذكور البيض ممن تتراوح أعمارهم ما بين 13 عاما و43 عاما ماتوا في تلك الحرب، وكذلك حوالي 6% في منطقة الولايات الشمالية ونسبة كبيرة قُدِرَت بـ 18% في منطقة الولايات الجنوبية. كان هناك سببا واحدا للعدد الكبير من القتلى خلال الحرب وهو استخدام تكتيكات نابليون مثل الرسوم. مع استخدام أنواع من البنادق السريعة، وكرة مينى (استخدمها جيش الاتحاد قرب نهاية الحرب ) والأسلحة النارية مثل بندقية سبنسر وعدد قليل من بنادق جاتلينج التجريبية، هلك بسببها العديد من الجنود.نتج عن ذلك حرب الخنادق، وهو تكتيك استخدم كثيرا خلال الحرب العالمية الأولى.

## وصلات خارجية
- تأريخ جامعة ييل للحرب الأهلية وإعادة الإعمار
- أسباب الحرب الأهلية
- خطابات الحرب الأهلية—المصادر الأولية وشهادة أول شخص.
- إعلان أسباب الانفصال
- الكونفدرالية) خطاب ألكسندر ستيفينز
- دعوة لينكولن لحشد القوات
- الصفحة الرئيسية للحرب الأهلية
- صور الحرب الأهلية في إدارة المحفوظات والتسجيلات الوطنية|المحفوظات الوطنية
- جامعة تينيسي : الحرب الأهلية الأميركية
- «الحرب الأهلية»، وثائق كين بيرنز
- مساهمة أحد الأشخاص في الحرب الأهلية : كاليفورنيا، فلوريدا، إلينوي # 1، # 2 إلينوي، أوهايو، بنسلفانيا
- شبكة الاتصالات العالمية : التاريخ : الولايات المتحدة الأمريكية الحرب الأهلية 1855-1865
- الحفاظ على تراث الحرب الأهلية
- الحرب الأهلية في العصر الرقمي غيتيسبرغ تحتوي هذه المجموعة على صور رقمية من الرسوم الكاريكاتورية السياسية، وأوراق شخصية والنشرات والخرائط واللوحات والصور الفوتوغرافية من حقبة الحرب الأهلية من المجموعات الخاصة في غيتيسبرغ.
- «فورت مورغان ومعركة خليج موبايل»، ودائرة الحدائق الوطنية مع أماكن تاريخية (TwHP)
- «اندرسون : معسكر أسرى الحرب»، الحدائق الوطنية وأماكن تاريخية (TwHP) خطة الدرس
- TOCWOC مدونة الحرب الأهلية  مجموعة مدونات الحرب الأهلية لمجموعة من الهواة.
- مدونات الحرب الأهلية مع التركز أساسا على مراجعات الكتب.
- مدونات يومية عن الحرب الأهلية لديمتري روتوف.
- الحرب الأهلية الأميركية في ولاية ألاباما، موسوعة ألاباما
- مجموعة رقمية للحرب الأهلية عن جامعة جراند فالى
- Seven Civil War Stories Your Teacher Never Told You by Eric Johnson, CNN, June 12 2009